# Liste der Kulturdenkmäler in Hamburg-St. Pauli
Die Liste der Kulturdenkmäler in Hamburg-St. Pauli enthält die in der Denkmalliste ausgewiesenen Denkmäler auf dem Gebiet des Stadtteils St. Pauli der Freien und Hansestadt Hamburg.
Basis ist der Datensatz Denkmalliste Hamburg auf dem Transparenzportal Hamburg. Dieser enthält alle Objekte, die rechtskräftig nach dem Hamburger Denkmalschutzgesetz vom 5. April 2013 unter Denkmalschutz stehen (§ 6 Abs. 1 DSchG HA) oder zumindest zeitweise standen. Die Denkmalliste steht auch als PDF-Dokument zur Verfügung. Alle Denkmäler in St. Pauli, die schon nach dem Denkmalschutzgesetz vom 3. Dezember 1973, zuletzt geändert am 27. November 2007, unter Denkmalschutz standen, sind auch auf der Liste der Kulturdenkmäler im Hamburger Bezirk Hamburg-Mitte zu finden.

## Legende
- ID: Gibt die vom Denkmalschutzamt Hamburg vergebene Objekt-ID (Identifikationsnummer) des Kulturdenkmals an, (in Klammern gegebenenfalls die Denkmalnummer nach altem Denkmalschutzgesetz).
- Adresse: Nennt den Straßennamen und, wenn vorhanden, die Hausnummer des Kulturdenkmals. Die Grundsortierung der Liste erfolgt nach dieser Adresse.
- Art: Zeigt an, ob es ein Objekt („O“) oder ein Ensemble („E“) ist.
- Datierung: Gibt die Datierung an; das Jahr der Fertigstellung bzw. den Zeitraum der Errichtung.
- Ensemble: Gibt die Nummer des Ensembles an, zu der das Objekt gehört, bzw. bei Ensembles die Nummer des Ensembles selbst.

Hinweis: Die Grundsortierung der Liste erfolgt nach der Adresse und ist alternativ nach ID, Art (Objekt oder Ensemble), Typ, Datierung, Entwurf oder Kurzbeschreibung sortierbar.

| ID           | Adresse | Art | Typ                                                                                             | Kurzbeschreibung | Datierung                                                | Entwurf                                                                                    | Ensemble     | Bild |
| ------------ | --- | --- | ----------------------------------------------------------------------------------------------- | --- | -------------------------------------------------------- | ------------------------------------------------------------------------------------------ | ------------ | --- |
| 29959        | Am Brunnenhof 2, 4, 6, 8, 9, 10, 11 (Lage) | E   |                                                                                                 | Am Brunnenhof 2–10/Am Brunnenhof 9–11 |                                                          |                                                                                            | 29959        | BW |
| 12150        | Am Brunnenhof 2, 4 (Lage) | O   | Etagenhaus                                                                                      | | 1897                                                     | Karnatz, Adolf                                                                             | 29959        | |
| 12151        | Am Brunnenhof 6, 8 (Lage) | O   | Etagenhaus                                                                                      | | 1905                                                     | Großner, W.                                                                                | 29959        | |
| 12152        | Am Brunnenhof 9 (Lage) | O   | Etagenhaus                                                                                      | | 1905                                                     | Großner, Emil                                                                              | 29959        | |
| 12153        | Am Brunnenhof 10 (Lage) | O   | Etagenhaus                                                                                      | | 1905                                                     | Großner, Emil                                                                              | 29959        | |
| 12154        | Am Brunnenhof 11 (Lage) | O   | Etagenhaus                                                                                      | | 1906                                                     | Großner, Emil                                                                              | 29959        | |
| 12155        | Am Brunnenhof 15 (Lage) | O   | Wohnhaus                                                                                        | | 1906                                                     |                                                                                            |              | |
| 29960        | Am Brunnenhof 22, 24, Gilbertstraße 31 (Lage) | E   |                                                                                                 | Am Brunnenhof 22, 24 / Gilbertstraße 31 |                                                          |                                                                                            | 29960        | |
| 12156        | Am Brunnenhof 22 (Lage) | O   | Etagenhaus                                                                                      | | 1896                                                     | Otte, Gustav                                                                               | 29960        | |
| 12157        | Am Brunnenhof 24 (Lage) | O   | Etagenhaus                                                                                      | | 1896                                                     | Otte, Gustav                                                                               | 29960        | |
| 29961        | Am Brunnenhof 25, 27, 29 (Lage) | E   |                                                                                                 | Am Brunnenhof 25–29 |                                                          |                                                                                            | 29961        | |
| 12158        | Am Brunnenhof 25 (Lage) | O   | Etagenhaus                                                                                      | | 1906; 1923 (Umbau)                                       |                                                                                            | 29961        | |
| 12159        | Am Brunnenhof 27 (Lage) | O   | Etagenhaus                                                                                      | | 1906                                                     |                                                                                            | 29961        | |
| 12160        | Am Brunnenhof 29 (Lage) | O   | Etagenhaus                                                                                      | | 1908                                                     |                                                                                            | 29961        | |
| 29173        | Am Brunnenhof 30, 32, 34, Gilbertstraße 26 (Lage) | O   | Etagenhaus                                                                                      | | 1908                                                     | Meyer, Hans                                                                                |              | BW |
| 12161        | Am Brunnenhof 36, 38 (Lage) | O   | Pastorat, Doppelhaus                                                                            | | 1896                                                     | Winkler, Albert                                                                            |              | |
| 12162        | Am Brunnenhof südlich der Kirche (Lage) | O   | Brunnen                                                                                         | | 19. Jh., spätes; 1970 (Aufstellung am heutigen Standort) |                                                                                            |              | |
| 30212        | Am Elbpark o.Nr., Am Elbpavillon o.Nr., Dammtordamm o.Nr., bei Nr. 1, Glacischaussee o.Nr., Gorch-Fock-Wall o.Nr., im Alten Botanischen Garten, Helgoländer Allee o.Nr., Holstenwall o.Nr., nördlich von Nr. 3, Jungiusstraße o.Nr., Kersten-Miles-Brücke o.Nr., Kuhberg o.Nr., Marseiller Straße o.Nr., im Alten Botanischen Garten, Messeplatz o.Nr., Millerntordamm o.Nr., Seewartenstraße o.Nr., Sievekingplatz o.Nr., östlich von Nr. 1, St. Petersburger Straße o.Nr., südöstlich von Nr. 28, Tiergartenstraße o.Nr., Venusberg o.Nr., Zirkusweg o.Nr. (Lage) | E   | Befestigungsanlagen {Parkanlagen}                                                               | Wallanlagen | 17. – 20. Jh.                                            |                                                                                            | 30212        | weitere Bilder |
| 29962        | Am Elbpark o.Nr., Am Elbpavillon o.Nr., Helgoländer Allee o.Nr., Kersten-Miles-Brücke o.Nr., Kuhberg o.Nr., Millerntordamm o.Nr., Seewartenstraße o.Nr., Venusberg o.Nr., Zirkusweg o.Nr. | E   | Park                                                                                            | Alter Elbpark | 17. – 20. Jh.                                            |                                                                                            | 29962        | BW |
| 12163        | Am Elbpark o.Nr., Helgoländer Allee o.Nr., Seewartenstraße o.Nr., Zirkusweg o.Nr. (Lage) | O   | Park                                                                                            | Alter Elbpark, westlicher Teil | 1830, ab (Umbau); 1869                                   |                                                                                            | 29962        | BW |
| 29986        | Am Elbtunnel o.Nr., Bei den St. Pauli-Landungsbrücken o.Nr. (Lage) | E   |                                                                                                 | Alter Elbtunnel (St.-Pauli-Elbtunnel) | 1912                                                     |                                                                                            | 29986        | weitere Bilder |
| 29963        | Annenstraße 2, 4, Hein-Hoyer-Straße 78 (Lage) | E   |                                                                                                 | Annenstraße / Hein-Hoyer-Straße |                                                          |                                                                                            | 29963        | BW |
| 12164        | Annenstraße 2 (Lage) | O   | Etagenhaus                                                                                      | | 1860–63, ca.; 1876                                       |                                                                                            | 29963        | |
| 12165        | Annenstraße 4 (Lage) | O   | Etagenhaus                                                                                      | | 1862, ca.                                                | nicht ermittelbar                                                                          | 29963        | |
| 12166        | Annenstraße 10 (Lage) | O   | Etagenhaus                                                                                      | | 1863, ca.                                                | nicht ermittelbar                                                                          |              | |
| 29964        | Annenstraße 16, 18, 20, 22, 24, 26, 28, 30, 32, 34, 36, Clemens-Schultz-Straße 84, 85, 86, 87, 88, 90, 91, 92, 93, 94, 95, 96, Detlev-Bremer-Straße 10, 12, 14 (Lage) | E   |                                                                                                 | Annenstraße / Clemens-Schultz-Straße / Detlev-Bremer-Straße |                                                          |                                                                                            | 29964        | BW |
| 12167        | Annenstraße 16 (Lage) | O   | Wohnhaus                                                                                        | | 1862, ca.                                                | nicht ermittelbar                                                                          | 29964        | |
| 12168        | Annenstraße 18 (Lage) | O   | Wohnhaus                                                                                        | | 1862, ca. (vermutl.)                                     | nicht ermittelbar                                                                          | 29964        | |
| 12169        | Annenstraße 20 (Lage) | O   | Wohnhaus                                                                                        | | 1861; 1915 (Umbau)                                       | nicht ermittelbar                                                                          | 29964        | |
| 12170        | Annenstraße 22 (Lage) | O   | Wohnhaus                                                                                        | | 1862, ca.                                                | nicht ermittelbar                                                                          | 29964        | |
| 12171        | Annenstraße 24 (Lage) | O   | Wohnhaus                                                                                        | | 1948                                                     | nicht ermittelt                                                                            | 29964        | |
| 12172        | Annenstraße 26 (Lage) | O   | Wohnhaus                                                                                        | | 1948                                                     | nicht ermittelt                                                                            | 29964        | |
| 12173        | Annenstraße 28 (Lage) | O   | Wohnhaus                                                                                        | | 1863, ca.                                                | nicht ermittelbar                                                                          | 29964        | |
| 12174 (1888) | Annenstraße 30 (Lage) | O   | Wohnhaus                                                                                        | | 1863, ca.                                                | nicht ermittelbar                                                                          | 29964        | |
| 12175        | Annenstraße 32 (Lage) | O   | Etagenhaus                                                                                      | | 1863, ca.; 1898 (Umbau)                                  | nicht ermittelbar; Mandix, Heinrich (Umbau)                                                | 29964        | |
| 12176        | Annenstraße 34 (Lage) | O   | Etagenhaus                                                                                      | | 1862                                                     | Neumann, Johann Ludwig                                                                     | 29964        | |
| 12177        | Annenstraße 36 (Lage) | O   | Etagenhaus                                                                                      | | 1862                                                     | Stuhlmann, Ernst                                                                           | 29964        | |
| 29296        | Antonistraße 1 (Lage) | O   | Etagenhaus                                                                                      | Ensemble Hein-Köllisch-Platz | 1908                                                     | Fischer, Wilhelm                                                                           |              | |
| 29987        | Bei den St. Pauli-Landungsbrücken 1, 3, 5, 6 (Lage) | E   |                                                                                                 | Landungsbrücken, Abfertigungsgebäude | 1912                                                     |                                                                                            | 29987        | weitere Bilder |
| 12742 (1395) | Bei den St. Pauli-Landungsbrücken 1 (Lage) | O   | Passagierempfangs- und -abfertigungsgebäude                                                     | Abfertigungsgebäude der Landungsbrücken, ehem. (Altbau) | 1907/1909                                                | Raabe & Wöhlecke (Raabe, Ludwig/Wöhlecke, Otto)                                            | 29987        | weitere Bilder |
| 12743 (1395) | Bei den St. Pauli-Landungsbrücken 3 (Lage) | O   | Passagierempfangs- und -abfertigungsgebäude                                                     | Abfertigungsgebäude der Landungsbrücken, ehem. (Neubau) | 1976                                                     | Garten, Kahl & Hoyer (Garten, Gerolf/Kahl, Werner/Hoyer, Rolf)                             | 29987        | weitere Bilder |
| 12744 (1395) | Bei den St. Pauli-Landungsbrücken 5 (Lage) | O   | Passagierempfangs- und -abfertigungsgebäude                                                     | Abfertigungsgebäude der Landungsbrücken, ehem. (Altbau) | 1907/1909                                                | Raabe & Wöhlecke (Raabe, Ludwig/Wöhlecke, Otto)                                            | 29987        | weitere Bilder |
| 12745        | Bei den St. Pauli-Landungsbrücken 6 (Lage) | O   | Passagierempfangs- und -abfertigungsgebäude                                                     | Abfertigungsgebäude der Landungsbrücken, ehem. (Altbau) | 1907/1909                                                | Raabe & Wöhlecke (Raabe, Ludwig/Wöhlecke, Otto)                                            | 29987        | weitere Bilder |
| 30108        | Bei den St. Pauli-Landungsbrücken o.Nr., Bernhard-Nocht-Straße 74, 76, 78, Davidstraße o.Nr., St. Pauli Hafenstraße o.Nr. (Lage) | E   |                                                                                                 | Institute Bernhard-Nocht-Straße, Bernhard-Nocht-Institut |                                                          |                                                                                            | 30108        | BW |
| 12741 (1399) | Bei den St. Pauli-Landungsbrücken o.Nr. (Lage) | O   | Tunnel; Schachtgebäude; u. a.                                                                   | Alter Elbtunnel (St.-Pauli-Elbtunnel) | 1907–1911                                                |                                                                                            | 29986        | weitere Bilder |
| 12746        | Bei den St. Pauli-Landungsbrücken o.Nr., Davidstraße o.Nr., St. Pauli Hafenstraße o.Nr. (Lage) | O   | Hangbefestigung/Hanggestaltung (Futtermauern; Geländer; Gitter; Treppen; terrassiertes Gelände) | Hanggebiet Davidstraße / Bei der Erholung / St.-Pauli-Hafenstraße | 1830, ab                                                 |                                                                                            | 30108        | BW |
| 29989        | Bei der Schilleroper 1, 3, Beim Grünen Jäger 14, 16 (Lage) | E   |                                                                                                 | Bei der Schilleroper / Beim Grünen Jäger |                                                          |                                                                                            | 29989        | BW |
| 12747        | Bei der Schilleroper 1, 3, Beim Grünen Jäger 16 (Lage) | O   | Wohngeschäftshaus                                                                               | | 1902, um                                                 |                                                                                            | 29989        | |
| 12748 (1932) | Bei der Schilleroper 14, 16 (Lage) | O   | Arena (Theater (nach Umnutzung))                                                                | Schilleroper / Circus Busch | 1889–91; 1932 (Umbau)                                    | Hein, Lehmann & Co. AG Berlin; Esselmann & Gerntke (Esselmann, Heinz/Gerntke, Max) (Umbau) |              | |
| 12749        | Beim Grünen Jäger 1 (Lage) | O   | Wohngeschäftshaus                                                                               | | 1875                                                     | Hartick, Julius                                                                            |              | |
| 12752 (840)  | Beim Grünen Jäger 11, 13 (Lage) | O   | Garage; Parkhaus; Werkstatt; Tankstelle                                                         | | 1926                                                     |                                                                                            |              | |
| 12753        | Beim Grünen Jäger 14 (Lage) | O   | Wohnhaus                                                                                        | | 1850, ca.                                                |                                                                                            | 29989        | |
| 13505        | Beim Grünen Jäger südlich von Nr. 16 (Lage) | O   | Grenzstein                                                                                      | | 1904                                                     |                                                                                            |              | |
| 13504        | Beim Grünen Jäger vor der Garageneinfahrt von Nr. 13 (Lage) | O   | Grenzstein                                                                                      | | 1904                                                     |                                                                                            |              | |
| 13558        | Beim Grünen Jäger vor Nr. 16 (Lage) | O   | Grenzstein                                                                                      | | 1904                                                     |                                                                                            |              | |
| 13715        | Bernhard-Nocht-Straße 6, 8 (Lage) | O   | Wohnhaus                                                                                        | | 1870–80, ca.                                             |                                                                                            |              | |
| 30081        | Bernhard-Nocht-Straße 42, 44, St. Pauli Hafenstraße 106, 108, 110, 112, 114, 116 (Lage) | E   |                                                                                                 | Bernhard-Nocht-Straße / St. Pauli Hafenstraße |                                                          |                                                                                            | 30081        | BW |
| 13716        | Bernhard-Nocht-Straße 42 (Lage) | O   | Etagenhaus                                                                                      | | 1861                                                     | nicht ermittelbar                                                                          | 30081        | |
| 13717        | Bernhard-Nocht-Straße 44 (Lage) | O   | Etagenhaus                                                                                      | | 1862, ca.                                                |                                                                                            | 30081        | |
| 13718        | Bernhard-Nocht-Straße 74 (Lage) | O   | Klinikgebäude, Institutsgebäude                                                                 | Bernhard-Nocht-Institut | 1910–14; 1965–67                                         | Schumacher, Fritz; Richter & Waldmann (1965–69)                                            | 30108        | |
| 13719        | Bernhard-Nocht-Straße 76 (Lage) | O   | Schulgebäude                                                                                    | Staatliche Navigationsschule | 1902/1905                                                | Erbe, Albert (Bauleitung Lämmerhirt/Noakes)                                                | 30108        | weitere Bilder |
| 13720        | Bernhard-Nocht-Straße 78 (Lage) | O   | Institutsgebäude                                                                                | Institutsgebäude | 1956–57                                                  | Peters, Enno; Mau, Ludwig                                                                  | 30108        | |
| 30020        | Bernhard-Nocht-Straße 85, 87, 89, 91, 95, Davidstraße 3 (Lage) | E   |                                                                                                 | Bernhard-Nocht-Straße / Davidstraße |                                                          |                                                                                            | 30020        | |
| 13721 (1892) | Bernhard-Nocht-Straße 85, 87 (Lage) | O   | Etagenhaus                                                                                      | | 1845/1850, um; 1865, um                                  | nicht ermittelbar                                                                          | 30020        | |
| 13722        | Bernhard-Nocht-Straße 89, 91 (Lage) | O   | Etagenhaus                                                                                      | | 1861                                                     | Treckner, Peter Theodor                                                                    | 30020        | |
| 13723        | Bernhard-Nocht-Straße 95 (Lage) | O   | Wohngeschäftshaus                                                                               | | 1860                                                     | Treckner, Peter Theodor                                                                    | 30020        | |
| 29212 (868)  | Bernstorffstraße 4, 6 (Lage) | O   | Wohngeschäftshaus                                                                               | | 1870, um                                                 |                                                                                            |              | |
| 29992        | Bernstorffstraße 66, 68, 70, 72 (Lage) | E   |                                                                                                 | Bernstorffstraße 66, 68, 70, 72 |                                                          |                                                                                            | 29992        | BW |
| 13724 (1682) | Bernstorffstraße 66 (Lage) | O   | Wohnhaus                                                                                        | | 1857; 1924 (Umbau)                                       | Meyer, Emil (Umbau)                                                                        | 29992        | |
| 12598 (1682) | Bernstorffstraße 68 (Lage) | O   | Wohnhaus                                                                                        | | 1857                                                     |                                                                                            | 29992        | |
| 12599 (1682) | Bernstorffstraße 70 (Lage) | O   | Wohnhaus                                                                                        | | 1870, um                                                 |                                                                                            | 29992        | |
| 12600 (1682) | Bernstorffstraße 72 (Lage) | O   | Etagenhaus                                                                                      | | 1875, um                                                 |                                                                                            | 29992        | |
| 29993        | Bernstorffstraße 144, 146, 148, 150, 152, 154, 158, 160, 160a, 160c, 160d, 160e, 160f, 160g, 160h, 160i, 160k, 160l, 162, 164, 166, 168, 170, 172 (Lage) | E   |                                                                                                 | Bernstorffstraße 146, 148, 150/152, 154, 158, 160/162, 160a, 160c / 160d / 160e / 160f, 160g / 160h / 160i / 160k, 160l, 164, 166/168, 170, 172                           |                                                          |                                                                                            | 29993        | |
| 12601        | Bernstorffstraße 144, 146 (Lage) | O   | Etagenhaus                                                                                      | | 1873 (vermutl.)                                          |                                                                                            | 29993        | |
| 12602        | Bernstorffstraße 148 (Lage) | O   | Etagenhaus                                                                                      | | 1873 (vermutl.)                                          |                                                                                            | 29993        | |
| 12603        | Bernstorffstraße 150 (Lage) | O   | Etagenhaus                                                                                      | | 1874 (vermutl.)                                          |                                                                                            | 29993        | |
| 12604        | Bernstorffstraße 152 (Lage) | O   | Etagenhaus                                                                                      | | 1896 (vermutl.)                                          | Schaar & Hintzpeter (Schaar, Adolf/Hintzpeter, Cäsar L.)                                   | 29993        | |
| 12605        | Bernstorffstraße 154 (Lage) | O   | Wohnhaus                                                                                        | | 1876                                                     | Karnatz, Adolf                                                                             | 29993        | |
| 12606        | Bernstorffstraße 158 (Lage) | O   | Etagenhaus                                                                                      | | 1888                                                     | Winkler, Albert                                                                            | 29993        | |
| 12607 (1167) | Bernstorffstraße 160, 162 (Lage) | O   | Etagenhäuser (Vorderhäuser, Wohnterrasse)                                                       | Adolphspassage | 1885                                                     | Gerlach, Carl Heinrich Leopold                                                             | 29993        | |
| 14811 (1167) | Bernstorffstraße 160a (Lage) | O   | Wohngebäude (Hinterhaus, Wohnterrasse); Vorgärten; Pflaster                                     | Adolphspassage | 1885                                                     | Gerlach, Carl Heinrich Leopold                                                             | 29993        | BW |
| 14847 (1167) | Bernstorffstraße 160c, 160d (Lage) | O   | Wohngebäude (Hinterhaus, Wohnterrasse); Vorgärten; Pflaster                                     | Adolphspassage | 1885                                                     | Gerlach, Carl Heinrich Leopold                                                             | 29993        | |
| 14848 (1167) | Bernstorffstraße 160e, 160f (Lage) | O   | Wohngebäude (Hinterhaus, Wohnterrasse); Vorgärten; Pflaster                                     | Adolphspassage | 1885                                                     | Gerlach, Carl Heinrich Leopold                                                             | 29993        | BW |
| 28672 (1167) | Bernstorffstraße 160g, 160h (Lage) | O   | Wohngebäude (Hinterhaus, Wohnterrasse); Vorgärten; Pflaster                                     | Adolphspassage | 1885                                                     | Gerlach, Carl Heinrich Leopold                                                             | 29993        | BW |
| 14849 (1167) | Bernstorffstraße 160i, 160k (Lage) | O   | Wohngebäude (Hinterhaus, Wohnterrasse); Vorgärten; Pflaster                                     | Adolphspassage | 1885                                                     | Gerlach, Carl Heinrich Leopold                                                             | 29993        | BW |
| 13826 (1167) | Bernstorffstraße 160l (Lage) | O   | Wohngebäude (Hinterhaus, Wohnterrasse); Vorgärten; Pflaster                                     | Adolphspassage | 1885                                                     | Gerlach, Carl Heinrich Leopold                                                             | 29993        | BW |
| 14812 (1167) | Bernstorffstraße 164 (Lage) | O   | Etagenhaus (Vorderhaus, Wohnterrasse); Vorgärten; Pflaster                                      | Adolphspassage | 1885                                                     | Gerlach, Carl Heinrich Leopold                                                             | 29993        | |
| 11889        | Bernstorffstraße 166, 168 (Lage) | O   | Wohnhaus                                                                                        | | 1885, um                                                 |                                                                                            | 29993        | |
| 11890        | Bernstorffstraße 170 (Lage) | O   | Etagenhaus                                                                                      | | 19. Jh, 3. Viertel                                       |                                                                                            | 29993        | |
| 11891        | Bernstorffstraße 172 (Lage) | O   | Wohnhaus                                                                                        | | 1885, um                                                 |                                                                                            | 29993        | |
| 29994        | Bleicherstraße 2, 3, 5, 7, 9, 13, 15, 15 HAUS 1, 15 HAUS 2, 15 HAUS 3, 15 HAUS 4, 17, 17a, Paul-Roosen-Straße 5, 7, 8, 10 (Lage) | E   | Etagenhausensemble                                                                              | Bleicherstraße / Paul-Roosen-Straße | 19. Jh. 2. Hälfte                                        |                                                                                            | 29994        | BW |
| 11892        | Bleicherstraße 2, Paul-Roosen-Straße 8 (Lage) | O   | Etagenhaus/Gaststätte (mit Saalanbau)                                                           | | 19. Jh., 2. Hälfte                                       |                                                                                            | 29994        | |
| 12647        | Bleicherstraße 3, Paul-Roosen-Straße 10 (Lage) | O   | Etagenhaus                                                                                      | | 1880, ca.; 1889 (Umbau)                                  | Nicht ermittelt; Karnatz, Adolf (Umbau 1889)                                               | 29994        | |
| 11894        | Bleicherstraße 5 (Lage) | O   | Etagenhaus                                                                                      | | 19. Jh., 3. Viertel                                      |                                                                                            | 29994        | |
| 11895        | Bleicherstraße 7, 9 (Lage) | O   | Etagenhaus                                                                                      | | 19. Jh., 3. Viertel                                      |                                                                                            | 29994        | |
| 11898 (852)  | Bleicherstraße 13, 15, 17, 17a (Lage) | O   | Etagenhaus (Vorderhaus, Wohnterrasse)                                                           | | 1887–88                                                  | Hartick, Julius                                                                            | 29994        | |
| 29995        | Bleicherstraße 60, 62, Otzenstraße 2, 3, 4, 5, 6, 7 (Lage) | E   |                                                                                                 | Bleicherstraße / Otzenstraße |                                                          |                                                                                            | 29995        | BW |
| 11899        | Bleicherstraße 60, 62 (Lage) | O   | Wohngeschäftshaus                                                                               | | 1894/95                                                  | Krüm, W.                                                                                   | 29995        | |
| 14808 (852)  | Bleicherstraße 15 HAUS 1, 15 HAUS 3 (Lage) | O   | Wohngebäude (Hinterhaus, Wohnterrasse)                                                          | | 1887–88                                                  | Hartick, Julius                                                                            | 29994        | |
| 13828 (852)  | Bleicherstraße 15 HAUS 2, 15 HAUS 4 (Lage) | O   | Wohngebäude (Hinterhaus, Wohnterrasse)                                                          | | 1887–88                                                  | Hartick, Julius                                                                            | 29994        | |
| 29996        | Brigittenstraße 1, 2, 4, Clemens-Schultz-Straße 68, 70, 72, 75, 76, 77, Paulinenplatz 1, Wohlwillstraße 2, 4, 6, 7, 8, 9 HAUS 1, 9 HAUS 2, 9 HAUS 4, 9 HAUS 5, 9 HAUS 6, 10, 11, 12, 13, 14 HAUS 1, 14 HAUS 2, 14 HAUS 3, 14 HAUS 4, 14 HAUS 5, 15 HAUS 1, 15 HAUS 2, 15 HAUS 3, 15 HAUS 4, 15 HAUS 5, 15 HAUS 6, 16, 17, 18, 19, 20, 23, 24, 25, 26 HAUS 5, 26 HAUS 6, 26 HAUS 7, 27, 28, 29, 31 (Lage) | E   |                                                                                                 | Brigittenstraße / Clemens-Schultz-Straße/Paulinenplatz/Wohlwillstraße (Conle-Terrassen/Jägerpassage)                                                                      |                                                          |                                                                                            | 29996        | [[Vorlage:Bilderwunsch/code!/C:53.55354,9.96152!/D:Brigittenstraße 1, 2, 4, Clemens-Schultz-Straße 68, 70, 72, 75, 76, 77, Paulinenplatz 1, Wohlwillstraße 2, 4, 6, 7, 8, 9 HAUS 1, 9 HAUS 2, 9 HAUS 4, 9 HAUS 5, 9 HAUS 6, 10, 11, 12, 13, 14 HAUS 1, 14 HAUS 2, 14 HAUS 3, 14 HAUS 4, 14 HAUS 5, 15 HAUS 1, 15 HAUS 2, 15 HAUS 3, 15 HAUS 4, 15 HAUS 5, 15 HAUS 6, 16, 17, 18, 19, 20, 23, 24, 25, 26 HAUS 5, 26 HAUS 6, 26 HAUS 7, 27, 28, 29, 31!/\|BW]] |
| 11900        | Brigittenstraße 1 (Lage) | O   | Etagenhaus                                                                                      | | 1897                                                     | Reinhardt, C.                                                                              | 29996        | |
| 11901        | Brigittenstraße 2 (Lage) | O   | Etagenhaus                                                                                      | | 1897                                                     | Engel, Semmy                                                                               | 29996        | |
| 11902        | Brigittenstraße 4 (Lage) | O   | Etagenhaus                                                                                      | | 1897                                                     | Mehr, Franz                                                                                | 29996        | |
| 13500        | Brigittenstraße nördlich von Nr. 6 (Lage) | O   | Grenzstein                                                                                      | | 1896                                                     |                                                                                            |              | |
| 13501        | Brigittenstraße südlich von Nr. 3 (Lage) | O   | Grenzstein                                                                                      | | 1896                                                     |                                                                                            |              | |
| 12754        | Budapester Straße 20 (Lage) | O   | Wohngebäude; Polizeiwache (nach Umbau 1891)                                                     | | 19. Jh., 3. Viertel; 1891 (Umbau zur Polizeiwache)       |                                                                                            |              | |
| 29997        | Budapester Straße 21, 22 (Lage) | E   |                                                                                                 | Budapester Straße 21–22 |                                                          |                                                                                            | 29997        | |
| 12755        | Budapester Straße 21 (Lage) | O   | Wohnhaus                                                                                        | | 1866–68                                                  |                                                                                            | 29997        | BW |
| 12756        | Budapester Straße 22 (Lage) | O   | Wohnhaus                                                                                        | | 1866–68                                                  |                                                                                            | 29997        | |
| 29998        | Budapester Straße 34, 35 (Lage) | E   |                                                                                                 | Budapester Straße 34–35 |                                                          |                                                                                            | 29998        | BW |
| 12757        | Budapester Straße 34 (Lage) | O   | Wohnhaus                                                                                        | | 1870, ca.                                                |                                                                                            | 29998        | |
| 12758        | Budapester Straße 35 (Lage) | O   | Wohnhaus                                                                                        | | 1870, ca.                                                |                                                                                            | 29998        | BW |
| 29999        | Budapester Straße 42, Paulinenstraße 15, 17 (Lage) | E   |                                                                                                 | Paulinenstraße / Budapester Straße |                                                          |                                                                                            | 29999        | BW |
| 12759        | Budapester Straße 42 (Lage) | O   | Wohnhaus                                                                                        | | 1885/86                                                  | Koch, H. A.                                                                                | 29999        | |
| 30000        | Clemens-Schultz-Straße 15, 16, 17, 18, 25, 26, Detlev-Bremer-Straße 16, 18, Rendsburger Straße 11, 14 (Lage) | E   |                                                                                                 | Clemens-Schultz-Straße / Detlev-Bremer-Straße / Rendsburger Straße |                                                          |                                                                                            | 30000        | BW |
| 13109        | Clemens-Schultz-Straße 15, Detlev-Bremer-Straße 16 (Lage) | O   | Wohngeschäftshaus                                                                               | | 1895                                                     | Lüdecke, F.                                                                                | 30000        | |
| 12761        | Clemens-Schultz-Straße 16 (Lage) | O   | Wohngeschäftshaus                                                                               | | 1881                                                     | Liedtke, Johannes                                                                          | 30000        | |
| 12762        | Clemens-Schultz-Straße 17 (Lage) | O   | Wohngeschäftshaus                                                                               | | 1895                                                     | Nicht ermittelt                                                                            | 30000        | |
| 12900        | Clemens-Schultz-Straße 18, Rendsburger Straße 14 (Lage) | O   | Wohngeschäftshaus                                                                               | | 1894                                                     | Hartick, Julius                                                                            | 30000        | |
| 12899        | Clemens-Schultz-Straße 25, Rendsburger Straße 11 (Lage) | O   | Wohngeschäftshaus                                                                               | | 1903                                                     | Mandix, Heinrich                                                                           | 30000        | |
| 12765        | Clemens-Schultz-Straße 26 (Lage) | O   | Wohngeschäftshaus                                                                               | | 1903                                                     | Mandix, Heinrich                                                                           | 30000        | BW |
| 30001        | Clemens-Schultz-Straße 52, 53, 53a, 54, 55, 55a, 56 (Lage) | E   |                                                                                                 | Clemens-Schultz-Straße 52-56 |                                                          |                                                                                            | 30001        | |
| 12766        | Clemens-Schultz-Straße 52, 53 (Lage) | O   | Wohnhaus (mit z. T. gewerblicher Nutzung, Hofbebauung)                                          | | 1860, um                                                 |                                                                                            | 30001        | |
| 14762        | Clemens-Schultz-Straße 53a (Lage) | O   | Wohnhaus (mit z. T. gewerblicher Nutzung, Hofbebauung)                                          | | 1860, um                                                 |                                                                                            | 30001        | BW |
| 12767        | Clemens-Schultz-Straße 54, 55, 56 (Lage) | O   | Wohnhaus (mit z. T. gewerblicher Nutzung, Hofbebauung)                                          | | 1860, um                                                 |                                                                                            | 30001        | |
| 14763        | Clemens-Schultz-Straße 55a (Lage) | O   | Wohnhaus (mit z. T. gewerblicher Nutzung, Hofbebauung)                                          | | 1860, um                                                 |                                                                                            | 30001        | |
| 12768        | Clemens-Schultz-Straße 68 (Lage) | O   | Etagenhaus                                                                                      | | 1868, ca.                                                | nicht ermittelbar                                                                          | 29996        | |
| 12769        | Clemens-Schultz-Straße 70 (Lage) | O   | Etagenhaus                                                                                      | | 1867; 1896 (Umbau); 1928 Umbau                           | Friedrichs, J. F. F.; Sternberg, C. (Umbau)                                                | 29996        | |
| 12770        | Clemens-Schultz-Straße 72 (Lage) | O   | Etagenhaus                                                                                      | | 19. Jh., spätes (1880er Jahre)                           | nicht ermittelbar                                                                          | 29996        | |
| 11904        | Clemens-Schultz-Straße 75 (Lage) | O   | Etagenhaus                                                                                      | | 1951                                                     | Schönlein, Waldemar                                                                        | 29996        | |
| 11905        | Clemens-Schultz-Straße 76 (Lage) | O   | Etagenhaus                                                                                      | | 1867                                                     | nicht ermittelbar                                                                          | 29996        | |
| 11906        | Clemens-Schultz-Straße 77 (Lage) | O   | Etagenhaus                                                                                      | | 1868, ca.; 1929;                                         | nicht ermittelbar                                                                          | 29996        | |
| 11907        | Clemens-Schultz-Straße 84 (Lage) | O   | Etagenhaus                                                                                      | | 1863, ca.                                                | nicht ermittelbar                                                                          | 29964        | |
| 11909        | Clemens-Schultz-Straße 85 (Lage) | O   | Etagenhaus                                                                                      | | 1863, ca.                                                | nicht ermittelbar                                                                          | 29964        | |
| 11910        | Clemens-Schultz-Straße 86, 87 (Lage) | O   | Etagenhaus                                                                                      | | 1867, ca.                                                | nicht ermittelbar                                                                          | 29964        | |
| 11911        | Clemens-Schultz-Straße 88 (Lage) | O   | Wohnhaus                                                                                        | | 2005                                                     | nicht ermittelt                                                                            | 29964        | BW |
| 11912        | Clemens-Schultz-Straße 90 (Lage) | O   | Etagenhaus                                                                                      | | 1863, ca.                                                | nicht ermittelbar                                                                          | 29964        | |
| 11913        | Clemens-Schultz-Straße 91, 92, 93 (Lage) | O   | Etagenhaus                                                                                      | | 1861; 1890 (Umbau)                                       | Nicht ermittelt; Kork, H. (Umbau 1890)                                                     | 29964        | |
| 11914        | Clemens-Schultz-Straße 94 (Lage) | O   | Etagenhaus                                                                                      | | 1862                                                     | Stuhlmann, Ernst                                                                           | 29964        | |
| 29078        | Clemens-Schultz-Straße 94 (Lage) | O   | Eiskeller                                                                                       | | 1862                                                     | Stuhlmann, Ernst                                                                           | 29964        | |
| 12214        | Clemens-Schultz-Straße 95, 96 (Lage) | O   | Etagenhaus                                                                                      | | 1862                                                     | Stuhlmann, Ernst                                                                           | 29964        | |
| 12215        | Davidstraße 3 (Lage) | O   | Wohngeschäftshaus                                                                               | | 1860                                                     | Treckner, Peter Theodor                                                                    | 30020        | |
| 30021        | Davidstraße 23, 24, Reeperbahn 75, 77 (Lage) | E   |                                                                                                 | Davidstraße / Reeperbahn |                                                          |                                                                                            | 30021        | BW |
| 13103        | Davidstraße 23, 24, Reeperbahn 75 (Lage) | O   | Wohngeschäftshaus                                                                               | | 1905                                                     | Neugebauer, Fritz                                                                          | 30021        | |
| 30022        | Davidstraße 34, 35, 36, Hopfenstraße 22, 24, 26, 28, 30, 32, 34, 36 (Lage) | E   |                                                                                                 | Davidstraße / Hopfenstraße |                                                          |                                                                                            | 30022        | |
| 13104        | Davidstraße 34, 35, 36 (Lage) | O   | Etagenhaus                                                                                      | | 1899 (vermutl.); 1903 (Umbau)                            | Poppe, H. (später Stolp, Adolph)                                                           | 30022        | |
| 13105        | Detlev-Bremer-Straße 10 (Lage) | O   | Etagenhaus                                                                                      | | 1861                                                     | nicht ermittelbar                                                                          | 29964        | |
| 13106        | Detlev-Bremer-Straße 12 (Lage) | O   | Etagenhaus                                                                                      | | 1861                                                     | nicht ermittelbar                                                                          | 29964        | |
| 13107        | Detlev-Bremer-Straße 14 (Lage) | O   | Etagenhaus                                                                                      | | 1861                                                     | nicht ermittelbar                                                                          | 29964        | |
| 13108        | Detlev-Bremer-Straße 15, 17, 19 (Lage) | O   | Wohnhaus                                                                                        | | 1880                                                     | Lüders, H.                                                                                 |              | |
| 13110        | Detlev-Bremer-Straße 18 (Lage) | O   | Wohngeschäftshaus                                                                               | | 1879 (vermutl.); 1899 (Umbau)                            | Rix, Max                                                                                   | 30000        | |
| 29967        | Detlev-Bremer-Straße 37, 39, 41, 43, 45, 46, 47, 48, 49, 50, 52, 54, Hamburger Berg 21, 22, 23, 24, 25, 26, Hein-Hoyer-Straße 3, 5, 7, 8, 9, 10, 11, 12, 13, 14, 15, 16, 17, 18, 19, 20, 20a, 20b, 21, 22, 23, 24, Rendsburger Straße 1, 3, 4, o.Nr., Seilerstraße 29, 32, 33, 34, 36, 36a, 37, 38a, 38b, 38c, 38d, 39, 40a, 41, 42, 43, 44, 44a, 44b, 45, 46, 47, 47 HAUS 1, 47 HAUS 2, 47 HAUS 3, 47 HAUS 4, 48, 49, 50, 51, 54, 57, Simon-von-Utrecht-Straße 17, 18, 19, 20, 21, 23, 24, 25, 67, 69, 80, 81, 83, 85, 86, 87, 89, 90, 91 (Lage) | E   |                                                                                                 | Detlev-Bremer-Straße / Hamburger Berg / Hein-Hoyer-Straße / Rendsburger Straße / Seilerstraße / Simon-von-Utrecht-Straße                                                  |                                                          |                                                                                            | 29967        | [[Vorlage:Bilderwunsch/code!/C:53.55074,9.96342!/D:Detlev-Bremer-Straße 37, 39, 41, 43, 45, 46, 47, 48, 49, 50, 52, 54, Hamburger Berg 21, 22, 23, 24, 25, 26, Hein-Hoyer-Straße 3, 5, 7, 8, 9, 10, 11, 12, 13, 14, 15, 16, 17, 18, 19, 20, 20a, 20b, 21, 22, 23, 24, Rendsburger Straße 1, 3, 4, o.Nr., Seilerstraße 29, 32, 33, 34, 36, 36a, 37, 38a, 38b, 38c, 38d, 39, 40a, 41, 42, 43, 44, 44a, 44b, 45, 46, 47, 47 HAUS 1, 47 HAUS 2, 47 HAUS 3, 47 HAUS 4, 48, 49, 50, 51, 54, 57, Simon-von-Utrecht-Straße 17, 18, 19, 20, 21, 23, 24, 25, 67, 69, 80, 81, 83, 85, 86, 87, 89, 90, 91!/\|BW]] |
| 13111        | Detlev-Bremer-Straße 37, 39 (Lage) | O   | Wohngeschäftshaus                                                                               | | 1888; 1907 (Umbau)                                       | Elvers, Carl; Westphal, Julius                                                             | 29967        | |
| 13112        | Detlev-Bremer-Straße 41, 43 (Lage) | O   | Wohngeschäftshaus                                                                               | | 1888                                                     | Koch, H. A.                                                                                | 29967        | |
| 13113        | Detlev-Bremer-Straße 45, 47, Seilerstraße 29 (Lage) | O   | Wohngeschäftshaus                                                                               | | 1887; 1899 (Umbau)                                       | Heidtmann, A./Känne, Heinrich                                                              | 29967        | |
| 13114        | Detlev-Bremer-Straße 46, 48 (Lage) | O   | Wohngeschäftshaus                                                                               | | 1887                                                     | Heidtmann, A.                                                                              | 29967        | |
| 13115        | Detlev-Bremer-Straße 49 (Lage) | O   | Wohngeschäftshaus                                                                               | | 1887; 1908 Anbau                                         | Zoder, Max                                                                                 | 29967        | |
| 13116        | Detlev-Bremer-Straße 50, 52, 54, Seilerstraße 33 (Lage) | O   | Wohngeschäftshaus                                                                               | | 1887                                                     | Koch, H. A.                                                                                | 29967        | |
| 30023        | Erichstraße 36, 38a, 38b, 38c, 40 (Lage) | E   |                                                                                                 | Erichstraße 36-40 |                                                          |                                                                                            | 30023        | BW |
| 13796 (978)  | Erichstraße 36 (Lage) | O   | Gebäude                                                                                         | | 1945, nach                                               |                                                                                            | 30023        | |
| 13117 (978)  | Erichstraße 38a (Lage) | O   | Hofbebauung                                                                                     | | 1820–1830                                                |                                                                                            | 30023        | BW |
| 13795 (978)  | Erichstraße 38b (Lage) | O   | Hofbebauung                                                                                     | | 1820–1830                                                |                                                                                            | 30023        | BW |
| 13797 (978)  | Erichstraße 38c (Lage) | O   | Hofbebauung                                                                                     | | 1820–1830                                                |                                                                                            | 30023        | BW |
| 13794 (978)  | Erichstraße 40 (Lage) | O   | Doppelhaushälfte                                                                                | | 1820–1830                                                |                                                                                            | 30023        | |
| 30024        | Feldstraße 44, 45 (Lage) | E   |                                                                                                 | Feldstraße 44, 45 |                                                          |                                                                                            | 30024        | |
| 13118        | Feldstraße 44 (Lage) | O   | Etagenhaus                                                                                      | | 1866, um                                                 |                                                                                            | 30024        | |
| 13119        | Feldstraße 45 (Lage) | O   | Etagenhaus                                                                                      | | 1866, um                                                 |                                                                                            | 30024        | |
| 13185        | Feldstraße 49 (Lage) | O   | Etagenhaus                                                                                      | | 1866 (vermutl.)                                          |                                                                                            |              | |
| 13186        | Feldstraße 50 (Lage) | O   | Etagenhaus                                                                                      | | 1860, um                                                 |                                                                                            |              | |
| 13187        | Feldstraße 60 (Lage) | O   | Wohngeschäftshaus                                                                               | | 1930                                                     | Loescher, Erich                                                                            |              | |
| 13188        | Feldstraße 66 (Lage) | O   | Luftschutzbau, Gefechtsturm                                                                     | Flakbunker IV, ehem. | 1942                                                     | Tamms, Friedrich                                                                           |              | |
| 13189        | Feldstraße 69 (Lage) | O   | Bahnhof (U-Bahn)                                                                                | Bahnhof Feldstraße | 1911 (vermutl.); 1954 (Umbau)                            | Raabe & Wöhlecke (Raabe, Ludwig/Wöhlecke, Otto) (vermutl.); Loop, Hans L. M.               |              | |
| 29313 (641)  | Flora-Neumann-Straße 1, Karolinenstraße 35 (Lage) | E   | Schulanlage                                                                                     | Israelitische Töchterschule Karolinenstraße / Flora-Neumann-Straße |                                                          |                                                                                            | 29313        | weitere Bilder |
| 38927 (641)  | Flora-Neumann-Straße 1, Karolinenstraße 35 (Lage) | O   | Turnhalle                                                                                       | Israelitische Töchterschule (Turnhalle) | 1899                                                     | Friedheim, Ernst                                                                           | 29313        | |
| 13216        | Flora-Neumann-Straße 3 (Lage) | O   | Schulgebäude                                                                                    | Schule Grabenstraße | 1887–89                                                  | Zimmermann, Carl Johann Christian                                                          |              | weitere Bilder |
| 13215        | Flora-Neumann-Straße 5 (Lage) | O   | Schulgebäude (Realschule)                                                                       | Rumbaumsche Schule | 1891–92                                                  | Zinnow, Gustav                                                                             |              | weitere Bilder |
| 30052        | Friedrichstraße 22, 24, 26, Hans-Albers-Platz 14, 15, 15a, 15b, 16, 17, 18, 20 (Lage) | E   |                                                                                                 | Friedrichstraße / Hans-Albers-Platz |                                                          |                                                                                            | 30052        | BW |
| 13190        | Friedrichstraße 22 (Lage) | O   | Wohnhaus                                                                                        | | 1830, ca.                                                |                                                                                            | 30052        | |
| 13191        | Friedrichstraße 24, 26 (Lage) | O   | Wohnhaus                                                                                        | | 1835, ca.; 1868 (Umbau); 1903 (Umbau)                    |                                                                                            | 30052        | |
| 13192        | Friedrichstraße 32, 34 (Lage) | O   | Wohngeschäftshaus                                                                               | | 1882 (Umbau); 1915                                       |                                                                                            |              | |
| 13193        | Gilbertstraße 31 (Lage) | O   | Etagenhaus                                                                                      | | 1890–1900, ca.                                           |                                                                                            | 29960        | |
| 30053        | Glashüttenstraße 1, 2, 3, 4, 5, 6, 8, 10, 17, 18, 19, 20, 20a, 21, 22, 22a, 25, 27, 28, 31, 84, 85, 85a, 99, 99a, 100, 101, 102, 103, 104, 105, 106, 107, 108, Karolinenstraße 2, 2a HAUS 1, 2a HAUS 2, 2a HAUS 4, 2a HAUS 5, 3, 4, 5, 5a HAUS 1, 5a HAUS 2, 5a HAUS 3, 5a HAUS 4, 5a HAUS 5, 5a HAUS 6, 5a HAUS 7, 5a HAUS 8, 6, 7, 8, 9, 10, 11, 12, Marktstraße 1, 1a, 3, 4, 5 HAUS 1, 5 HAUS 2, 5 HAUS 3, 6, 7 HAUS 1, 7 HAUS 10, 7 HAUS 11, 7 HAUS 12, 7 HAUS 13, 7 HAUS 14, 7 HAUS 15, 7 HAUS 16, 7 HAUS 2, 7 HAUS 3, 7 HAUS 4, 7 HAUS 5, 7 HAUS 6, 7 HAUS 7, 7 HAUS 8, 7 HAUS 9, 8, 10, 12, 13 HAUS 1, 13 HAUS 2, 15, 16, 20, 20a, 21, 21a, 22, 24, 25, 26, 26a, 27, 28, 129, 130, 131, 133, 136, 136a, 137, 138, 138 HAUS 1, 138 HAUS 2, 139, 140, 140a, Mathildenstraße 1, 2, 3, 4, 6, 8, 10, 12 (Lage) | E   |                                                                                                 | Glashüttenstraße / Marktstraße / Mathildenstraße / Karolinenstraße |                                                          |                                                                                            | 30053        | [[Vorlage:Bilderwunsch/code!/C:53.5583,9.97327!/D:Glashüttenstraße 1, 2, 3, 4, 5, 6, 8, 10, 17, 18, 19, 20, 20a, 21, 22, 22a, 25, 27, 28, 31, 84, 85, 85a, 99, 99a, 100, 101, 102, 103, 104, 105, 106, 107, 108, Karolinenstraße 2, 2a HAUS 1, 2a HAUS 2, 2a HAUS 4, 2a HAUS 5, 3, 4, 5, 5a HAUS 1, 5a HAUS 2, 5a HAUS 3, 5a HAUS 4, 5a HAUS 5, 5a HAUS 6, 5a HAUS 7, 5a HAUS 8, 6, 7, 8, 9, 10, 11, 12, Marktstraße 1, 1a, 3, 4, 5 HAUS 1, 5 HAUS 2, 5 HAUS 3, 6, 7 HAUS 1, 7 HAUS 10, 7 HAUS 11, 7 HAUS 12, 7 HAUS 13, 7 HAUS 14, 7 HAUS 15, 7 HAUS 16, 7 HAUS 2, 7 HAUS 3, 7 HAUS 4, 7 HAUS 5, 7 HAUS 6, 7 HAUS 7, 7 HAUS 8, 7 HAUS 9, 8, 10, 12, 13 HAUS 1, 13 HAUS 2, 15, 16, 20, 20a, 21, 21a, 22, 24, 25, 26, 26a, 27, 28, 129, 130, 131, 133, 136, 136a, 137, 138, 138 HAUS 1, 138 HAUS 2, 139, 140, 140a, Mathildenstraße 1, 2, 3, 4, 6, 8, 10, 12!/\|BW]] |
| 13194        | Glashüttenstraße 1 (Lage) | O   | Wohnhaus                                                                                        | | 1867, um                                                 | nicht ermittelbar                                                                          | 30053        | |
| 13195        | Glashüttenstraße 2 (Lage) | O   | Wohnhaus                                                                                        | | 1867, um                                                 | nicht ermittelbar                                                                          | 30053        | |
| 13196        | Glashüttenstraße 3 (Lage) | O   | Wohnhaus                                                                                        | | 1867, um                                                 | nicht ermittelbar                                                                          | 30053        | |
| 13197        | Glashüttenstraße 4 (Lage) | O   | Etagenhaus                                                                                      | | 1889                                                     | Behrend                                                                                    | 30053        | |
| 13198        | Glashüttenstraße 5 (Lage) | O   | Wohnhaus                                                                                        | | 1867 um                                                  | nicht ermittelbar                                                                          | 30053        | |
| 14547        | Glashüttenstraße 6 (Lage) | O   | Wohnhaus                                                                                        | | 1865, um; 1891 (Umbau)                                   | Jacobssen, Richard                                                                         | 30053        | |
| 14548        | Glashüttenstraße 8 (Lage) | O   | Wohnhaus                                                                                        | | 1891                                                     | Jacobssen, Richard                                                                         | 30053        | |
| 13199        | Glashüttenstraße 10 (Lage) | O   | Wohnhaus                                                                                        | | 1890                                                     | Jückstock, Alphons                                                                         | 30053        | |
| 13200        | Glashüttenstraße 17 (Lage) | O   | Wohnhaus                                                                                        | | 1850–1900                                                | nicht ermittelbar                                                                          | 30053        | |
| 13201        | Glashüttenstraße 18, 19 (Lage) | O   | Wohnhaus                                                                                        | | 1890, um                                                 | nicht ermittelbar                                                                          | 30053        | |
| 13202        | Glashüttenstraße 20, 21 (Lage) | O   | Wohnhaus                                                                                        | | 1850–70, ca.                                             | nicht ermittelbar                                                                          | 30053        | |
| 29058        | Glashüttenstraße 20a (Lage) | O   | Wohnhaus (Hinterhaus)                                                                           | | 19. Jh., spätes                                          |                                                                                            | 30053        | |
| 13203        | Glashüttenstraße 22 (Lage) | O   | Etagenhaus                                                                                      | | 1932                                                     | Dehmlow, Ernst                                                                             | 30053        | |
| 29059        | Glashüttenstraße 22a (Lage) | O   | Wohnhaus (Hinterhaus)                                                                           | | 19. Jh., spätes                                          |                                                                                            | 30053        | |
| 13204 (1102) | Glashüttenstraße 25 (Lage) | O   | Wohnhaus                                                                                        | | 1894                                                     | Neunheuser, J.                                                                             | 30053        | |
| 13205 (1102) | Glashüttenstraße 27 (Lage) | O   | Wohnhaus                                                                                        | | 1894                                                     | Neunheuser, J.                                                                             | 30053        | |
| 13206 (1102) | Glashüttenstraße 28 (Lage) | O   | Wohnhaus                                                                                        | | 1892                                                     | Neunheuser, J.                                                                             | 30053        | |
| 13207        | Glashüttenstraße 31 (Lage) | O   | Wohnhaus                                                                                        | | 1865–66; 1899 (Umbau)                                    | Mesz, J. H. A./Otto, F. H.; Petzold, C.                                                    | 30053        | |
| 13208        | Glashüttenstraße 38 (Lage) | O   | Fabrikgebäude                                                                                   | | 1908, ca.                                                |                                                                                            |              | |
| 13209        | Glashüttenstraße 79 (Lage) | O   | Mietfabrik                                                                                      | | 1907–08                                                  | Meyer, Claus                                                                               |              | |
| 30054        | Glashüttenstraße 84, 85, 85a, Karolinenstraße 26 HAUS 1, 26 HAUS 10, 26 HAUS 11, 26 HAUS 12, 26 HAUS 2, 26 HAUS 3, 26 HAUS 4, 26 HAUS 5, 26 HAUS 6, 26 HAUS 7, 26 HAUS 8, 27 (Lage) | E   |                                                                                                 | Karolinenstraße 26, 26-1 - 26-12, 27 |                                                          |                                                                                            | 30054        | |
| 13588        | Glashüttenstraße 84, 85 (Lage) | O   | Etagenhaus, Doppelhaus                                                                          | | 1893                                                     | Rix, Max                                                                                   | 30053        | |
| 13210        | Glashüttenstraße 85a (Lage) | O   | Etagenhaus (Vorderhaus, Wohnterrasse)                                                           | | 1862, um                                                 | nicht ermittelbar                                                                          | 30053        | |
| 30055        | Glashüttenstraße 87, 88 HAUS 1, 88 HAUS 2, 88 HAUS 3, 88 HAUS 4, 89, Karolinenstraße 23, 24 HAUS 1, 24 HAUS 10, 24 HAUS 11, 24 HAUS 12, 24 HAUS 2, 24 HAUS 3, 24 HAUS 4, 24 HAUS 5, 24 HAUS 6, 24 HAUS 7, 25 (Lage) | E   |                                                                                                 | Karolinenpassage Karolinenstraße / Glashüttenstraße |                                                          |                                                                                            | 30055        | |
| 13211        | Glashüttenstraße 87, 89 (Lage) | O   | Wohngebäude (Vorderhaus, Wohnpassage)                                                           | Karolinenpassage | 1909/1910                                                | Steinhage, Hugo G.                                                                         | 30055        | |
| 14832        | Glashüttenstraße 88 HAUS 1, 88 HAUS 2 (Lage) | O   | Wohngebäude (Hinterhäuser, Wohnpassage)                                                         | Karolinenpassage | 1909–1910                                                | Steinhage, Hugo G.                                                                         | 30055        | |
| 13212        | Glashüttenstraße 88 HAUS 3, 88 HAUS 4 (Lage) | O   | Wohngebäude (Hinterhäuser, Wohnpassage)                                                         | Karolinenpassage | 1909–1910                                                | Steinhage, Hugo G.                                                                         | 30055        | |
| 30056        | Glashüttenstraße 91, 91 HAUS 4, 91 HAUS 5, 91 HAUS 6, 91 HAUS 7, Karolinenstraße 21 HAUS 2, 21 HAUS 3, 22 (Lage) | E   |                                                                                                 | Glashüttenstraße / Karolinenstraße |                                                          |                                                                                            | 30056        | |
| 13213        | Glashüttenstraße 91 (Lage) | O   | Wohngebäude (Vorderhaus, Wohnpassage)                                                           | Göttschpassage | 1878–79                                                  | Jacobssen, Richard                                                                         | 30056        | |
| 13581        | Glashüttenstraße 91 HAUS 4 (Lage) | O   | Wohngebäude (Hinterhaus, Wohnpassage)                                                           | Göttschpassage | 1878–79                                                  | Jacobssen, Richard                                                                         | 30056        | |
| 13582        | Glashüttenstraße 91 HAUS 5 (Lage) | O   | Wohngebäude (Hinterhaus, Wohnpassage)                                                           | Göttschpassage | 1878–79                                                  | Jacobssen, Richard                                                                         | 30056        | |
| 13583        | Glashüttenstraße 91 HAUS 6 (Lage) | O   | Wohngebäude (Hinterhaus, Wohnpassage)                                                           | Göttschpassage | 1878–79                                                  | Jacobssen, Richard                                                                         | 30056        | |
| 13584        | Glashüttenstraße 91 HAUS 7 (Lage) | O   | Wohngebäude (Hinterhaus, Wohnpassage)                                                           | Göttschpassage | 1878–79                                                  | Jacobssen, Richard                                                                         | 30056        | |
| 19079        | Glashüttenstraße 99, 99a (Lage) | O   | Etagenhaus                                                                                      | | 1900, um                                                 |                                                                                            | 30053        | |
| 13214        | Glashüttenstraße 100, 101, 102, 103, 104, 105, 106, 107, 108 (Lage) | O   | Wohnhaus                                                                                        | | 1885, um                                                 | nicht ermittelbar                                                                          | 30053        | BW |
| 13217 (1348) | Grabenstraße an der Westseite der Straße, Laeiszstraße an der Westseite der Straße, Vorwerkstraße an der Nordseite der Straße (Lage) | O   | Einfriedung                                                                                     | Quarantäneanlagen Schlachthof Vorwerkstraße (Einfriedung) | 1887/88                                                  |                                                                                            | 30057        | |
| 30057        | Grabenstraße an der Westseite der Straße, o.Nr., westlich der Straße, Laeiszstraße an der Westseite der Straße, Vorwerkstraße an der Nordseite der Straße, o.Nr., nördlich der Straße (Lage) | E   |                                                                                                 | Quarantäneanlagen Schlachthof Vorwerkstraße |                                                          |                                                                                            | 30057        | |
| 13473 (1348) | Grabenstraße o.Nr., westlich der Straße, Vorwerkstraße o.Nr., nördlich der Straße (Lage) | O   | Schlachthofgebäude (Quarantänestall)                                                            | Quarantäneanlagen Schlachthof Vorwerkstraße (Quarantänestall) | 1887/88                                                  |                                                                                            | 30057        | |
| 12939        | Große Freiheit 2 (Lage) | O   | Wohngeschäftshaus                                                                               | | 1889                                                     | Peters, W./Liebel, Hans                                                                    |              | |
| 12940        | Große Freiheit 27, 29 (Lage) | O   | Doppelhaus, Handwerkerhaus (vermutl.)                                                           | | 1750, ca.; 1962 (Umbau)                                  |                                                                                            |              | |
| 30058        | Große Freiheit 36, Schmuckstraße 13, 15 (Lage) | E   |                                                                                                 | Große Freiheit / Schmuckstraße |                                                          |                                                                                            | 30058        | BW |
| 12941        | Große Freiheit 36 (Lage) | O   | Veranstaltungsgebäude/Gaststätte (mit verschiedenen Sälen, Musikklub)                           | Veranstaltungsgebäude | 1950, ca.                                                |                                                                                            | 30058        | |
| 30059        | Große Freiheit 41, 43 (Lage) | E   |                                                                                                 | St. Josephskirche Große Freiheit |                                                          |                                                                                            | 30059        | BW |
| 12942        | Große Freiheit 41 (Lage) | O   | Gemeindehaus                                                                                    | | 1983                                                     |                                                                                            | 30059        | |
| 12943 (147)  | Große Freiheit 43 (Lage) | O   | Kirchengebäude                                                                                  | St. Josephskirche | 1718–23; 1953–55                                         | Tatz, Melchior; Wellhausen, Georg (1953–55)                                                | 30059        | |
| 14758 (464)  | Große Freiheit 43 (Lage) | O   | Pfarrhaus                                                                                       | | 1717                                                     | Stallknecht, Claus (vermutl.)                                                              | 30059        | |
| 12945        | Große Freiheit 58 (Lage) | O   | Gaststätte (mit Saal)                                                                           | | 1889; 1919 (Umbau)                                       | Berschmann, Otto; Klement, A.; Becher, E.                                                  |              | |
| 30060        | Große Freiheit 65, Kleine Freiheit 60, 62, 64, 68 (Lage) | E   |                                                                                                 | Große Freiheit / Kleine Freiheit / Pestalozzi-Schule |                                                          |                                                                                            | 30060        | weitere Bilder |
| 12946 (1726) | Große Freiheit 65 (Lage) | O   | Schulanlage                                                                                     | | 1907, ca.                                                |                                                                                            | 30060        | |
| 12947        | Große Freiheit 70 (Lage) | O   | Werkstattgebäude (Fischräucherei, Hinterhaus)                                                   | | 1900, ca.                                                |                                                                                            |              | |
| 30061        | Große Freiheit 73, 75 (Lage) | E   |                                                                                                 | Große Freiheit 73, 75 |                                                          |                                                                                            | 30061        | BW |
| 12948 (895)  | Große Freiheit 73 (Lage) | O   | Gemeindehaus/Schulgebäude                                                                       | | 1850; 1913 (Umbau)                                       |                                                                                            | 30061        | |
| 12949 (895)  | Große Freiheit 75 (Lage) | O   | Gemeindehaus                                                                                    | | 1772                                                     |                                                                                            | 30061        | |
| 12951        | Große Freiheit 96 (Lage) | O   | Wohngeschäftshaus                                                                               | | 1880, um                                                 |                                                                                            |              | |
| 12950        | Große Freiheit 84 HAUS 1, 84 HAUS 2, 84 HAUS 3, 84 HAUS 4, 84 HAUS 5, 84 HAUS 6, 84 HAUS 7, 84 HAUS 8 (Lage) | O   | Wohngebäude (Budenreihe)                                                                        | | 19. Jh., 1. Hälfte                                       |                                                                                            |              | |
| 12952        | Hamburger Berg 21, 22, Simon-von-Utrecht-Straße 90, 91 (Lage) | O   | Wohngeschäftshaus                                                                               | | 1888                                                     | Zoder, Max (vermutl.)                                                                      | 29967        | BW |
| 12953        | Hamburger Berg 23, 24 (Lage) | O   | Wohngeschäftshaus                                                                               | | 1888                                                     | nicht ermittelbar                                                                          | 29967        | |
| 12954        | Hamburger Berg 25, 26 (Lage) | O   | Wohngeschäftshaus                                                                               | | 1888                                                     | Cordes, G. C. W.                                                                           | 29967        | |
| 12955        | Hamburger Berg 35, 36, 37, 38 (Lage) | O   | Wohngeschäftshaus                                                                               | | 1888                                                     | nicht ermittelbar                                                                          |              | |
| 12956        | Hamburger Berg 39 (Lage) | O   | Veranstaltungsgebäude, Etablissement                                                            | | 1897                                                     | Bach, Franz                                                                                |              | |
| 12957        | Hans-Albers-Platz 14, 15, 16 (Lage) | O   | Wohngebäude (Vorderhaus)                                                                        | | 1830, ca.                                                |                                                                                            | 30052        | |
| 14756        | Hans-Albers-Platz 15a (Lage) | O   | Wohngebäude (Hinterhaus)                                                                        | | 1830, ca.                                                |                                                                                            | 30052        | |
| 14757        | Hans-Albers-Platz 15b (Lage) | O   | Wohngebäude (Hinterhaus)                                                                        | | 1830, ca.                                                |                                                                                            | 30052        | |
| 12958        | Hans-Albers-Platz 17, 18 (Lage) | O   | Wohnhaus                                                                                        | | 1830, ca.; 1894 (Umbau)                                  |                                                                                            | 30052        | |
| 12959        | Hans-Albers-Platz 20 (Lage) | O   | Wohnhaus                                                                                        | | 1835, ca.; 1868 (Umbau); 1903 (Umbau)                    |                                                                                            | 30052        | |
| 12960        | Hein-Hoyer-Straße 3 (Lage) | O   | Wohngeschäftshaus                                                                               | | 1887–88                                                  | Behrend, S.J.                                                                              | 29967        | |
| 12961        | Hein-Hoyer-Straße 5 (Lage) | O   | Wohngeschäftshaus                                                                               | | 1887–88                                                  | Behrend, S.J.                                                                              | 29967        | |
| 12962        | Hein-Hoyer-Straße 7, 9, Seilerstraße 57 (Lage) | O   | Wohngeschäftshaus                                                                               | | 1887–88                                                  | Elvers, Carl                                                                               | 29967        | |
| 12963        | Hein-Hoyer-Straße 8 (Lage) | O   | Wohngeschäftshaus                                                                               | | 1887                                                     |                                                                                            | 29967        | |
| 12964        | Hein-Hoyer-Straße 10 (Lage) | O   | Wohngeschäftshaus                                                                               | | 1887                                                     | Döring, A.                                                                                 | 29967        | |
| 12965        | Hein-Hoyer-Straße 11 (Lage) | O   | Wohngeschäftshaus                                                                               | | 1887–88; 1947 (Wiederaufbau)                             | Findeisen, H.; Lindner, Georg                                                              | 29967        | |
| 13218        | Hein-Hoyer-Straße 12 (Lage) | O   | Wohngeschäftshaus                                                                               | | 1887                                                     | Westphal, Julius                                                                           | 29967        | |
| 13219        | Hein-Hoyer-Straße 13, 15, 17 (Lage) | O   | Wohngeschäftshaus                                                                               | | 1888                                                     | Grimm, John (Entwurf); Lüthje, J. W. (Ausführung)                                          | 29967        | |
| 13220        | Hein-Hoyer-Straße 14, 16 (Lage) | O   | Wohngeschäftshaus                                                                               | | 1887–88                                                  |                                                                                            | 29967        | |
| 13221        | Hein-Hoyer-Straße 18, 20, 22 (Lage) | O   | Wohngeschäftshaus (Vorderhaus, Wohnterrasse)                                                    | | 1888                                                     | nicht ermittelbar                                                                          | 29967        | |
| 13222        | Hein-Hoyer-Straße 19, 21 (Lage) | O   | Wohngeschäftshaus                                                                               | | 1888                                                     | Westphal, Julius (Entwurf)/Harries, A. (Ausführung)                                        | 29967        | |
| 19030        | Hein-Hoyer-Straße 20a, 20b (Lage) | O   | Hofbebauung                                                                                     | | 19. Jh. spätes                                           |                                                                                            | 29967        | BW |
| 13223        | Hein-Hoyer-Straße 23 (Lage) | O   | Wohngeschäftshaus                                                                               | | 1888                                                     |                                                                                            | 29967        | |
| 13224        | Hein-Hoyer-Straße 24 (Lage) | O   | Wohngeschäftshaus                                                                               | | 19. Jh., 4. Viertel                                      |                                                                                            | 29967        | |
| 13226        | Hein-Hoyer-Straße 34, 36, 38 (Lage) | O   | Etagenhaus                                                                                      | | 1880, ca.                                                |                                                                                            |              | |
| 13227 (817)  | Hein-Hoyer-Straße 44, 46, 48 (Lage) | O   | Mehrfamilienhaus, Sahlhaus                                                                      | | 1820, ca.                                                |                                                                                            |              | |
| 13228        | Hein-Hoyer-Straße 45, 47 (Lage) | O   | Sahlhaus                                                                                        | | 1840, ca.                                                |                                                                                            |              | |
| 13229        | Hein-Hoyer-Straße 55, 57 (Lage) | O   | Wohngebäude (Hinterhaus)                                                                        | | 1887; 1909 (Umbau)                                       | Selig; Engel, J. (Umbau)                                                                   |              | |
| 13230        | Hein-Hoyer-Straße 55, 57 (Lage) | O   | Etagenhaus (Vorderhaus)                                                                         | | 1867                                                     | Roesing, J.                                                                                |              | |
| 13231        | Hein-Hoyer-Straße 65 (Lage) | O   | Etagenhaus                                                                                      | | 1868                                                     |                                                                                            |              | |
| 30062        | Hein-Hoyer-Straße 73, 75, Paulinenplatz 5 (Lage) | E   |                                                                                                 | Paulinenplatz / Hein-Hoyer-Straße |                                                          |                                                                                            | 30062        | BW |
| 13232        | Hein-Hoyer-Straße 73 (Lage) | O   | Etagenhaus                                                                                      | | 1874                                                     | Jordan & Heim (Jordan, Ferdinand August Georg/Heim, Adolf Valentin August)                 | 30062        | |
| 13348        | Hein-Hoyer-Straße 75, Paulinenplatz 5 (Lage) | O   | Etagenhaus                                                                                      | | 1874                                                     | Jordan & Heim (Jordan, Ferdinand August Georg/Heim, Adolf Valentin August)                 | 30062        | |
| 14761        | Hein-Hoyer-Straße 78 (Lage) | O   | Etagenhaus                                                                                      | | 1860–63, ca.; 1876 (vermutl.)                            |                                                                                            | 29963        | |
| 30063        | Herrenweide 13, 15, 17, 19 (Lage) | E   |                                                                                                 | Herrenweide 13-19 |                                                          |                                                                                            | 30063        | BW |
| 13234        | Herrenweide 13 (Lage) | O   | Wohnhaus                                                                                        | | 1870, um                                                 |                                                                                            | 30063        | BW |
| 13235        | Herrenweide 15 (Lage) | O   | Wohnhaus                                                                                        | | 1870, um                                                 |                                                                                            | 30063        | |
| 13236        | Herrenweide 17 (Lage) | O   | Wohnhaus                                                                                        | | 1870, um                                                 |                                                                                            | 30063        | |
| 13237        | Herrenweide 19 (Lage) | O   | Wohnhaus                                                                                        | | 1870, um                                                 |                                                                                            | 30063        | |
| 13238 (611)  | Holstenglacis 6 (Lage) | O   | Schulgebäude                                                                                    | Albrecht-Thaer-Schule, heute Abendschule vor dem Holstentor | 1876–78; 1901–03 (Umbau)                                 | Zimmermann, Carl Johann Christian; Zimmerman, Carl Johann Christian/Necker, T. (Umbau)     |              | weitere Bilder |
| 30064        | Hopfenstraße 2, 4 (Lage) | E   |                                                                                                 | Hopfenstraße 2-4 |                                                          |                                                                                            | 30064        | |
| 13239        | Hopfenstraße 2 (Lage) | O   | Etagenhaus                                                                                      | | 1890, ca.                                                |                                                                                            | 30064        | |
| 13240        | Hopfenstraße 4 (Lage) | O   | Etagenhaus                                                                                      | | 1890, ca.                                                |                                                                                            | 30064        | |
| 13241        | Hopfenstraße 22 (Lage) | O   | Etagenhaus                                                                                      | | 1871                                                     | Koppel, Max (vermutl.)                                                                     | 30022        | |
| 13242        | Hopfenstraße 24 (Lage) | O   | Etagenhaus                                                                                      | | 1866; 1900 (Umbau)                                       | Sternberg, C.                                                                              | 30022        | |
| 13243        | Hopfenstraße 26 (Lage) | O   | Etagenhaus                                                                                      | | 1866                                                     |                                                                                            | 30022        | |
| 13244        | Hopfenstraße 28 (Lage) | O   | Etagenhaus                                                                                      | | 1865/67                                                  | Kröger, H. F. A. (vermutl.)                                                                | 30022        | |
| 13245        | Hopfenstraße 30 (Lage) | O   | Etagenhaus                                                                                      | | 1866                                                     | Kröger, H. F. A.                                                                           | 30022        | |
| 13246        | Hopfenstraße 32 (Lage) | O   | Etagenhaus                                                                                      | | 1865/67                                                  | Kröger, H. F. A. (vermutl.)                                                                | 30022        | |
| 13247        | Hopfenstraße 34 (Lage) | O   | Etagenhaus                                                                                      | | 1866                                                     | Eichner                                                                                    | 30022        | |
| 13248        | Hopfenstraße 36 (Lage) | O   | Etagenhaus                                                                                      | | 1899 (vermutl.); 1903 (Umbau)                            | Poppe, H. (später Stolp, Adolph)                                                           | 30022        | |
| 13254        | Karolinenstraße 2 (Lage) | O   | Etagenhaus                                                                                      | | 1865, um                                                 | nicht ermittelbar                                                                          | 30053        | |
| 13255 (1362) | Karolinenstraße 2a HAUS 1, 2a HAUS 2 (Lage) | O   | Wohnhaus (Wohnterrasse)                                                                         | | 1875, um                                                 | nicht ermittelbar                                                                          | 30053        | |
| 13256        | Karolinenstraße 2a HAUS 4 (Lage) | O   | Fabrikgebäude, Speicher                                                                         | | 1900, um                                                 | nicht ermittelbar                                                                          | 30053        | |
| 13257        | Karolinenstraße 2a HAUS 5 (Lage) | O   | Fabrikgebäude, Speicher                                                                         | | 1900, um                                                 | nicht ermittelbar                                                                          | 30053        | |
| 13258 (1362) | Karolinenstraße 3 (Lage) | O   | Etagenhaus                                                                                      | | 1888, um                                                 | nicht ermittelbar                                                                          | 30053        | |
| 13259 (1102) | Karolinenstraße 4, 5 (Lage) | O   | Etagenhäuser (Vorderhäuser, Wohnterrasse)                                                       | | 1912–13                                                  | Jahnke, Hermann J.                                                                         | 30053        | |
| 13260 (1102) | Karolinenstraße 5a HAUS 1, 5a HAUS 2, 5a HAUS 3, 5a HAUS 4, 5a HAUS 5, 5a HAUS 6, 5a HAUS 7, 5a HAUS 8 (Lage) | O   | Wohngebäude (Wohnterrasse)                                                                      | Holstengarten | 1912–13                                                  | Jahnke, Hermann J.                                                                         | 30053        | |
| 13261 (1102) | Karolinenstraße 6 (Lage) | O   | Etagenhaus Terrassenvorderhaus                                                                  | | 1912–13                                                  | Jahnke, Hermann J.                                                                         | 30053        | |
| 13262        | Karolinenstraße 7, 8 (Lage) | O   | Etagenhaus                                                                                      | | 1860, um; 1897 (Umbau)                                   | Nicht ermittelt; Lohse, A. (Umbau)                                                         | 30053        | |
| 13263        | Karolinenstraße 9 (Lage) | O   | Etagenhaus                                                                                      | | 1862                                                     | Johannsen, Ludwig                                                                          | 30053        | |
| 13264        | Karolinenstraße 10, 11 (Lage) | O   | Etagenhaus                                                                                      | | 1870, um, 1894 (Umbau)                                   | Nicht ermittelbar; Schmückt, Heinrich (Umbau)                                              | 30053        | |
| 13265        | Karolinenstraße 12 (Lage) | O   | Etagenhaus                                                                                      | | 1889                                                     | Brakhan, C./Rode, Carl                                                                     | 30053        | |
| 29201 (805)  | Karolinenstraße 14, Marktstraße 150 (Lage) | O   | Wohnhaus                                                                                        | | 1880/90                                                  | nicht ermittelbar                                                                          |              | |
| 13266        | Karolinenstraße 21 HAUS 2 (Lage) | O   | Wohngebäude (Hinterhaus, Wohnpassage)                                                           | Göttschpassage | 1878–79                                                  | Jacobssen, Richard                                                                         | 30056        | |
| 13585        | Karolinenstraße 21 HAUS 3 (Lage) | O   | Wohngebäude (Hinterhaus, Wohnpassage)                                                           | Göttschpassage | 1878–79                                                  | Jacobssen, Richard                                                                         | 30056        | |
| 13267        | Karolinenstraße 22 (Lage) | O   | Wohngebäude (Vorderhaus, Wohnpassage)                                                           | Göttschpassage | 1878–79                                                  | Jacobssen, Richard                                                                         | 30056        | |
| 13268        | Karolinenstraße 23 (Lage) | O   | Wohngebäude (Vorderhaus, Wohnpassage)                                                           | Karolinenpassage | 1883/84                                                  | Jückstock, Gebr.                                                                           | 30055        | |
| 14831        | Karolinenstraße 24 HAUS 1, 24 HAUS 2, 24 HAUS 3, 24 HAUS 4, 24 HAUS 5, 24 HAUS 6 (Lage) | O   | Wohngebäude (Hinterhäuser, Wohnpassage)                                                         | Karolinenpassage | 1883/84                                                  | Jückstock, Gebr.                                                                           | 30055        | |
| 13269        | Karolinenstraße 24 HAUS 10, 24 HAUS 11, 24 HAUS 12, 24 HAUS 7 (Lage) | O   | Wohngebäude (Hinterhäuser, Wohnpassage)                                                         | Karolinenpassage | 1883/84                                                  | Jückstock, Gebr.                                                                           | 30055        | |
| 29047        | Karolinenstraße 25 (Lage) | O   | Wohngebäude (Vorderhaus, Wohnpassage)                                                           | Karolinenpassage | 1883/84                                                  | Jückstock, Gebr.                                                                           | 30055        | |
| 13586        | Karolinenstraße 26 HAUS 1, 26 HAUS 2, 26 HAUS 3, 26 HAUS 4, 26 HAUS 5, 26 HAUS 6 (Lage) | O   | Wohngebäude (Hinterhaus, Wohnterrasse)                                                          | | 1863 ca.                                                 | nicht ermittelbar                                                                          | 30054        | |
| 13587        | Karolinenstraße 26 HAUS 10, 26 HAUS 11, 26 HAUS 12, 26 HAUS 7, 26 HAUS 8 (Lage) | O   | Wohngebäude (Hinterhaus, Wohnterrasse)                                                          | | 1896, ca.                                                | nicht ermittelbar                                                                          | 30054        | |
| 13270        | Karolinenstraße 27 (Lage) | O   | Etagenhaus (Vorderhaus, Wohnterrasse)                                                           | | 1860, um                                                 | nicht ermittelbar                                                                          | 30054        | |
| 30066        | Karolinenstraße 33-34 | E   | Etagenhaus (Vorderhaus, Wohnterrasse)                                                           | Karolinenstraße 33-34 |                                                          |                                                                                            | 30066        | |
| 13271        | Karolinenstraße 33 (Lage) | O   | Etagenhaus (Vorderhaus)                                                                         | | 1865, um                                                 | nicht ermittelbar                                                                          | 30066        | |
| 38926 (641)  | Karolinenstraße 35 (Lage) | O   | Schulgebäude                                                                                    | Israelitische Töchterschule (Schulgebäude) | 1882–1884                                                | Heyde, Peter von der                                                                       | 29313        | |
| 13273        | Karolinenstraße 45 (Lage) | O   | Verwaltungsgebäude                                                                              | | 1896                                                     | Winkler, Albert                                                                            |              | |
| 30067        | Kastanienallee 1, 3, 5, Zirkusweg 10, 12, 14 (Lage) | E   | Wohnhaus-Ensemble                                                                               | Kastanienallee / Zirkusweg | 1949–1951                                                | Walter Baumann                                                                             | 30067        | |
| 13274        | Kastanienallee 1, Zirkusweg 14 (Lage) | O   | Wohnhaus                                                                                        | | 1949–1951                                                | Baumann, Walter                                                                            | 30067        | |
| 13275        | Kastanienallee 3 (Lage) | O   | Wohnhaus                                                                                        | | 1949–1951                                                | Baumann, Walter                                                                            | 30067        | |
| 13276        | Kastanienallee 5 (Lage) | O   | Wohnhaus                                                                                        | | 1949–1951                                                | Baumann, Walter                                                                            | 30067        | |
| 13277        | Kastanienallee 7 (Lage) | O   | Etagenhaus                                                                                      | | 1867                                                     |                                                                                            |              | |
| 30068        | Kastanienallee 23, 25, 27, 29 (Lage) | E   |                                                                                                 | Kastanienallee 23-29 |                                                          |                                                                                            | 30068        | |
| 13278 (1687) | Kastanienallee 23 (Lage) | O   | Etagenhaus                                                                                      | | 1867                                                     | Nicht ermittelbar                                                                          | 30068        | |
| 13279        | Kastanienallee 24, 26 (Lage) | O   | Wohnhaus                                                                                        | | 1884                                                     | Schlorff, H.                                                                               |              | |
| 13280        | Kastanienallee 25, 27 (Lage) | O   | Etagenhaus                                                                                      | | 1867, ca.                                                |                                                                                            | 30068        | |
| 13281        | Kastanienallee 29 (Lage) | O   | Etagenhaus                                                                                      | | 1870                                                     | Nicht ermittelbar                                                                          | 30068        | |
| 29174 (975)  | Kastanienallee 32, Spielbudenplatz 27, 28 (Lage) | O   | Veranstaltungsgebäude, Etablissement                                                            | Schmidt’s Tivoli | 1890                                                     | Bahre & Querfeld (Bahre, Ricardo/Querfeld, Carl)                                           |              | |
| 30069        | Kastanienallee 34, 36, Spielbudenplatz 29, 30 (Lage) | E   |                                                                                                 | Kastanienallee 34/36 / St. Pauli Theater |                                                          |                                                                                            | 30069        | BW |
| 13282        | Kastanienallee 34, 36 (Lage) | O   | Veranstaltungsgebäude, Etablissement                                                            | | 1878                                                     |                                                                                            | 30069        | |
| 13283 (1726) | Kleine Freiheit 60, 62, 64 (Lage) | O   | Siedlungsbau                                                                                    | | 1929; 1951 (Wiederaufbau)                                | Oelsner, Gustav (Städtisches Hochbauamt Altona); Marten, Hugo                              | 30060        | |
| 13284 (1726) | Kleine Freiheit 68 (Lage) | O   | Schulanlage                                                                                     | Pestalozzi-Schule | 1928                                                     | Oelsner, Gustav                                                                            | 30060        | weitere Bilder |
| 13285 (1725) | Laeiszstraße 12 (Lage) | O   | Schulgebäude                                                                                    | Schule Laeizstraße | 1862; 1907 (Umbau)                                       | Forsmann, Franz Gustav; Erbe, Albert (Umbau/Erweiterung)                                   |              | weitere Bilder |
| 38949        | Lagerstraße 9 (Lage) | E   |                                                                                                 | Schweineschlachthof Lagerstraße |                                                          |                                                                                            | 38949        | |
| 13288 (1349) | Lagerstraße 9 (Lage) | O   | Schlachthof (Stall, Schweinestall; Schlachthalle)                                               | Schweineschlachthof Lagerstraße | 1928                                                     | Hochbauwesen                                                                               | 38949        | |
| 30071        | Lagerstraße 26, 30, 30a, 32, 34a, 34b, 34c (Lage) | E   |                                                                                                 | Viehhof Sternschanze Lagerstraße |                                                          |                                                                                            | 30071        | |
| 13292        | Lagerstraße 26 (Lage) | O   | Verwaltungsgebäude/Dienstgebäude/Zollgebäude                                                    | | 1880                                                     | Hochbauwesen                                                                               | 30071        | |
| 13297        | Lagerstraße 30 (Lage) | O   | Verwaltungsgebäude/Dienstgebäude                                                                | | 1950er Jahre                                             | Nicht ermittelt                                                                            | 30071        | |
| 13294        | Lagerstraße 30a (Lage) | O   | Markthalle (Gebäudeteil)                                                                        | Viehhof Sternschanze, Viehverkaufshalle (östlicher Gebäudeteil) | 1865–77; 1888–92 (Umbau)                                 | Hochbauwesen                                                                               | 30071        | BW |
| 14799        | Lagerstraße 32 (Lage) | O   | Verwaltungsgebäude/Dienstgebäude                                                                | | 1880, um                                                 | Hochbauwesen                                                                               | 30071        | |
| 13295        | Lagerstraße 34a, 34b, 34c (Lage) | O   | Markthalle (Gebäudeteil)                                                                        | Viehhof Sternschanze, Viehverkaufshalle (westl. Gebäudeteil) | 1911–1913                                                | Baudeputation, Ingenieurwesen                                                              | 30071        | BW |
| 13303        | Marktstraße 1 (Lage) | O   | Wohnhaus                                                                                        | | 1890, um                                                 | nicht ermittelbar                                                                          | 30053        | |
| 13304        | Marktstraße 1a (Lage) | O   | Wohnhaus                                                                                        | | 1890, um                                                 | nicht ermittelbar                                                                          | 30053        | |
| 13305        | Marktstraße 3, 4 (Lage) | O   | Wohnhaus                                                                                        | | 1868                                                     | Cordts                                                                                     | 30053        | |
| 29051        | Marktstraße 5 HAUS 1, 5 HAUS 2, 5 HAUS 3 (Lage) | O   | Wohngebäude                                                                                     | | 19. Jh., spätes                                          |                                                                                            | 30053        | |
| 13306        | Marktstraße 6 (Lage) | O   | Wohnhaus                                                                                        | | 1870, um                                                 | nicht ermittelbar                                                                          | 30053        | |
| 13307 (1378) | Marktstraße 7 HAUS 1, 7 HAUS 10, 7 HAUS 11, 7 HAUS 12, 7 HAUS 13, 7 HAUS 14, 7 HAUS 15, 7 HAUS 2, 7 HAUS 3, 7 HAUS 4, 7 HAUS 5, 7 HAUS 6, 7 HAUS 7, 7 HAUS 8, 7 HAUS 9 (Lage) | O   | Wohngebäude (Hinterhäuser)                                                                      | | 1842, nach                                               |                                                                                            | 30053        | |
| 29066        | Marktstraße 7 HAUS 16 | O   | Wohnhaus (Hinterhaus)                                                                           | | 2005, um                                                 |                                                                                            | 30053        | |
| 29052        | Marktstraße 8 (Lage) | O   | Mehrfamilienhaus                                                                                | | 2005, um                                                 |                                                                                            | 30053        | |
| 13308        | Marktstraße 10, 12 (Lage) | O   | Wohnhaus                                                                                        | | 1880                                                     | Koch, K. H.                                                                                | 30053        | |
| 13309        | Marktstraße 13 HAUS 1, 13 HAUS 2 (Lage) | O   | Wohngebäude (Hinterhaus)                                                                        | | 1881                                                     | Uhlendorf, August                                                                          | 30053        | |
| 13310        | Marktstraße 15 (Lage) | O   | Wohngebäude (Vorderhaus)                                                                        | | 1870, um                                                 | nicht ermittelbar                                                                          | 30053        | |
| 29053        | Marktstraße 16 (Lage) | O   | Wohn- und Geschäftshaus                                                                         | | 1990er Jahre                                             |                                                                                            | 30053        | |
| 13311        | Marktstraße 20, 20a, 21, 21a (Lage) | O   | Etagenhaus                                                                                      | | 1885, um                                                 | Jückstock                                                                                  | 30053        | |
| 13312        | Marktstraße 22 (Lage) | O   | Etagenhaus                                                                                      | | 1890                                                     | Jückstock, Alphons                                                                         | 30053        | |
| 13313        | Marktstraße 24 (Lage) | O   | Wohngebäude mit Hinterflügel                                                                    | | 1860 (vor), 1860 (Anbau), um                             | nicht ermittelbar                                                                          | 30053        | |
| 13314        | Marktstraße 25 (Lage) | O   | Etagenhaus                                                                                      | | 1885                                                     | Jückstock, Gebr.                                                                           | 30053        | |
| 14318        | Marktstraße 26, 27 (Lage) | O   | Etagenhaus                                                                                      | | 1885                                                     | Jückstock, Gebr.                                                                           | 30053        | |
| 14546        | Marktstraße 26a (Lage) | O   | Fabrikgebäude                                                                                   | | 1885; 1904 Umbau                                         | Jückstock, Gebr.                                                                           | 30053        | |
| 14545        | Marktstraße 28 (Lage) | O   | Etagenhaus                                                                                      | | 1885                                                     | Jückstock, Gebr.                                                                           | 30053        | |
| 13315        | Marktstraße 129, 130 (Lage) | O   | Etagenhaus                                                                                      | | 1860, um                                                 | Nicht ermittelbar                                                                          | 30053        | |
| 29054        | Marktstraße 131 (Lage) | O   | Wohnhaus (mit Gaststätte)                                                                       | 2013 abgerissen | 1860, um                                                 | Nicht ermittelbar                                                                          | 30053        | BW |
| 13316        | Marktstraße 133 (Lage) | O   | Etagenhaus                                                                                      | | 1909                                                     | Krüger, F.C.T.                                                                             | 30053        | |
| 13317        | Marktstraße 136 (Lage) | O   | Wohnhaus                                                                                        | | 1882                                                     | Schmidt, Heinrich                                                                          | 30053        | |
| 29055        | Marktstraße 136a (Lage) | O   | Hofbebauung                                                                                     | | 19. Jh./20. Jh.                                          |                                                                                            | 30053        | |
| 13318        | Marktstraße 137, 139 (Lage) | O   | Wohnhaus                                                                                        | | 1870, um                                                 | nicht ermittelbar                                                                          | 30053        | |
| 29056        | Marktstraße 138 HAUS 1, 138 HAUS 2 (Lage) | O   | Hofbebauung                                                                                     | | 19. Jh./20. Jh.                                          |                                                                                            | 30053        | |
| 29057        | Marktstraße 138 (Lage) | O   | Hofbebauung                                                                                     | | 19. Jh./20. Jh.                                          |                                                                                            | 30053        | |
| 13319        | Marktstraße 140, 140a (Lage) | O   | Wohnhaus                                                                                        | | 1860, um                                                 | nicht ermittelbar                                                                          | 30053        | |
| 29356 (1810) | Marseiller Straße 2 (Lage) | O   | Hochhaus/Hotel/Kongresszentrum                                                                  | Hotelhochhaus mit Breitfußsockel, den erhaltenen Teilen des Kongreßzentrums und dem Vorfahrtsbauwerk                                                                      | 1970/73                                                  | Schramm & Pempelfort (Pempelfort, Gerd/Schramm, Jost)                                      |              | |
| 39104        | Marseiller Straße o.Nr., Messeplatz o.Nr., St. Petersburger Straße o.Nr., südöstlich von Nr. 28, Tiergartenstraße o.Nr. (Lage) | E   |                                                                                                 | Planten un Blomen |                                                          |                                                                                            | 39104        | BW |
| 14838        | Marseiller Straße o.Nr., Messeplatz o.Nr., St. Petersburger Straße o.Nr., Tiergartenstraße o.Nr. (Lage) | O   | Park                                                                                            | Planten un Blomen (Parkanlage) | 1935; 1951                                               | Meding, Hans; Plomin, Karl (1935); Streb, Ferdinand (1951)                                 | 39104        | BW |
| 13320        | Mathildenstraße 1 (Lage) | O   | Etagenhaus                                                                                      | | 1889                                                     | Behrend                                                                                    | 30053        | |
| 14985        | Mathildenstraße 2 (Lage) | O   | Wohnhaus                                                                                        | | 1905                                                     | Heidtmann, A.                                                                              | 30053        | |
| 13321        | Mathildenstraße 3 (Lage) | O   | Wohnhaus                                                                                        | | 1866, um                                                 | nicht ermittelbar                                                                          | 30053        | |
| 14986        | Mathildenstraße 4 (Lage) | O   | Wohnhaus                                                                                        | | 1867                                                     | Schultz, J. Chr.                                                                           | 30053        | |
| 14987        | Mathildenstraße 6 (Lage) | O   | Wohnhaus                                                                                        | | 1866, um                                                 | nicht ermittelbar                                                                          | 30053        | |
| 14988        | Mathildenstraße 8 (Lage) | O   | Wohnhaus                                                                                        | | 1866, um                                                 | nicht ermittelbar                                                                          | 30053        | |
| 14989        | Mathildenstraße 10 (Lage) | O   | Wohnhaus                                                                                        | | 1866, um                                                 | nicht ermittelbar                                                                          | 30053        | |
| 14990        | Mathildenstraße 12 (Lage) | O   | Wohnhaus                                                                                        | | 1866, um                                                 | nicht ermittelbar                                                                          | 30053        | |
| 13287        | Messeplatz 2 (Lage) | O   | Fernmeldeturm                                                                                   | Heinrich-Hertz-Turm | 1962 (Wettbewerb); 1965/68                               | Leonhardt, Fritz                                                                           |              | |
| 30074        | Neuer Kamp 30, Sternstraße 2 (Lage) | E   |                                                                                                 | Schlachthof, Rinderschlachthalle (Neuer Kamp 30), Pförtnerhaus mit Einfriedung und Hofpflaster, Pferde- und Hundestall (Sternstraße 2), Plastik Stürzender Stier          |                                                          |                                                                                            | 30074        | |
| 13327        | Neuer Kamp 30 (Lage) | O   | Pförtnerhaus                                                                                    | Pförtnerhaus mit Einfriedung und Hofpflaster | 1897, um; 1911–13                                        | Hochbauwesen                                                                               | 30074        | |
| 43147        | Neuer Kamp 30 (Lage) | O   | Rinderschlachthalle                                                                             | Schlachthof, südlicher Teil, Rinderschlachthalle | 1913                                                     | Baudeputation, Hochbauwesen                                                                | 30074        | |
| 43148        | Neuer Kamp 30 (Lage) | O   | Plastik, (Betonguss-Plastik)                                                                    | Plastik „Stürzender Stier“ | 1935, um                                                 | Ruwoldt, Hans Martin                                                                       | 30074        | |
| 13328        | Neuer Kamp 31 (Lage) | O   | Markthalle (Zentralviehmarkt)                                                                   | Zentralviehmarkt, ehem. | 1950–51                                                  |                                                                                            |              | |
| 13338        | Neuer Pferdemarkt 36 (Lage) | O   | HJ-Heim                                                                                         | | 1936                                                     | Hinsch, Walther                                                                            |              | |
| 14868        | Nobistor o.Nr. (Lage) | O   | Grenzzeichen                                                                                    | | 1840/50                                                  |                                                                                            |              | |
| 13339        | Nobistor 10a (Lage) | O   | Fabrikgebäude (Hofbebauung)                                                                     | | 1840, ca.                                                |                                                                                            |              | |
| 13494        | Otzenstraße 1a, Wohlwillstraße 35a (Lage) | O   | Verwaltungsgebäude                                                                              | Ortsdienststelle St. Pauli / Wohlfahrtsstelle | 1930                                                     | Schumacher, Fritz                                                                          |              | |
| 13340        | Otzenstraße 2 (Lage) | O   | Etagenhaus                                                                                      | | 1894                                                     | Krümicken, Wilhelm                                                                         | 29995        | |
| 13341        | Otzenstraße 3 (Lage) | O   | Etagenhaus                                                                                      | | 1889                                                     | Markmann, Gustav                                                                           | 29995        | |
| 13342        | Otzenstraße 4 (Lage) | O   | Etagenhaus                                                                                      | | 1894                                                     | Krümicken, Wilhelm                                                                         | 29995        | |
| 13343        | Otzenstraße 5 (Lage) | O   | Etagenhaus                                                                                      | | 1880–1900, ca.                                           |                                                                                            | 29995        | |
| 13344        | Otzenstraße 6 (Lage) | O   | Etagenhaus                                                                                      | | 1894                                                     | Krümicken, Wilhelm                                                                         | 29995        | |
| 13345        | Otzenstraße 7 (Lage) | O   | Etagenhaus                                                                                      | | 1880–1900, ca.                                           |                                                                                            | 29995        | |
| 13346 (1412) | Otzenstraße 19 (Lage) | O   | Kirchengebäude                                                                                  | Friedenskirche | 1895                                                     | Otzen, Johannes                                                                            |              | weitere Bilder |
| 13347        | Paulinenplatz 1 (Lage) | O   | Wohngeschäftshaus                                                                               | | 1869                                                     | nicht ermittelbar                                                                          | 29996        | |
| 13349        | Paulinenplatz 10 (Lage) | O   | Wohnhaus                                                                                        | | 1866                                                     | Cordes, H. G. C.                                                                           |              | |
| 30075        | Paulinenstraße 10, 12 (Lage) | E   |                                                                                                 | Paulinenstraße 10-12 |                                                          |                                                                                            | 30075        | |
| 12640 (1787) | Paulinenstraße 10 (Lage) | O   | Etagenhaus                                                                                      | | 1860/1866                                                | nicht ermittelbar                                                                          | 30075        | |
| 12641 (1787) | Paulinenstraße 12 (Lage) | O   | Etagenhaus                                                                                      | | 1860/1866                                                | nicht ermittelbar                                                                          | 30075        | |
| 12642        | Paulinenstraße 15 (Lage) | O   | Wohnhaus                                                                                        | | 1885/86                                                  | Koch, H. A.                                                                                | 29999        | |
| 12643 (1839) | Paulinenstraße 17 (Lage) | O   | Etagenhaus                                                                                      | | 1885/86                                                  | Koch, H. A.                                                                                | 29999        | |
| 12644        | Paul-Roosen-Straße 5 (Lage) | O   | Etagenhaus                                                                                      | | 1886                                                     |                                                                                            | 29994        | |
| 12645        | Paul-Roosen-Straße 7 (Lage) | O   | Etagenhaus                                                                                      | | 19. Jh., spätes                                          |                                                                                            | 29994        | |
| 12648        | Paul-Roosen-Straße 19 (Lage) | O   | Wohngeschäftshaus                                                                               | | 1880, um                                                 |                                                                                            |              | |
| 12891        | Reeperbahn 77 (Lage) | O   | Wohngeschäftshaus                                                                               | | 1879; 1882 (Umbau)                                       | Nicht ermittelbar; Schmidt, Heinrich (Umbau)                                               | 30021        | BW |
| 12892        | Reeperbahn 90 (Lage) | O   | Wohnhaus                                                                                        | | 1877                                                     |                                                                                            |              | |
| 12893        | Reeperbahn 96 (Lage) | O   | Veranstaltungsgebäude, Etablissement                                                            | | 1897                                                     | Bach, Franz                                                                                |              | |
| 12876 (290)  | Reeperbahn 170a, 170b, 170c, 170d, 170e, 170f (Lage) | O   | Grenzstein, Grenzsäule                                                                          | | 1848                                                     |                                                                                            |              | |
| 12894        | Reeperbahn 174 (Lage) | O   | Wohngeschäftshaus                                                                               | | 1889                                                     | Peters, W./Liebel, Hans                                                                    |              | |
| 12895        | Reeperbahn nordöstlich von Spielbudenplatz 1 (Lage) | O   | Litfaßsäule                                                                                     | | 1879, vor                                                |                                                                                            |              | |
| 12896        | Rendsburger Straße 1 (Lage) | O   | Stiftsgebäude                                                                                   | Beyling-Stift | 1903                                                     | Vicenz, Ernst                                                                              | 29967        | |
| 12897        | Rendsburger Straße 3 (Lage) | O   | Wohngeschäftshaus                                                                               | | 1907                                                     | Knackstedt, Richard                                                                        | 29967        | |
| 12898        | Rendsburger Straße 4 (Lage) | O   | Wohngeschäftshaus                                                                               | | 1896                                                     | Mandix, Heinrich                                                                           | 29967        | |
| 19031        | Rendsburger Straße o.Nr. (Lage) | O   | Hofbebauung                                                                                     | | 19. Jh. spätes                                           |                                                                                            | 29967        | |
| 12913        | Schmuckstraße 13 (Lage) | O   | Veranstaltungsgebäude/Gaststätte (mit verschiedenen Sälen, Musikklub)                           | | 1960, ca.                                                |                                                                                            | 30058        | |
| 12914        | Schmuckstraße 15 (Lage) | O   | Veranstaltungsgebäude/Gaststätte (mit verschiedenen Sälen, Musikklub)                           | | 1960, ca.                                                |                                                                                            | 30058        | |
| 13355        | Seilerstraße 32 (Lage) | O   | Wohngeschäftshaus                                                                               | | 1888                                                     | Koch, H. A.                                                                                | 29967        | |
| 13357        | Seilerstraße 34 (Lage) | O   | Wohngeschäftshaus                                                                               | | 1887                                                     | Heidtmann, A.                                                                              | 29967        | |
| 13358        | Seilerstraße 36, 36a, 38a (Lage) | O   | Etagenhaus (Vorderhaus, Wohnterrasse)                                                           | | 1888                                                     | Schmidt, Heinrich                                                                          | 29967        | |
| 13535        | Seilerstraße 37, 39 (Lage) | O   | Etagenhaus (Vorderhaus); Hofbebauung                                                            | | 1887–88                                                  |                                                                                            | 29967        | |
| 13536        | Seilerstraße 38b, 38c, 38d (Lage) | O   | Wohnhaus (Hofbebauung, Wohnterrasse)                                                            | | 1887–88                                                  |                                                                                            | 29967        | |
| 12181        | Seilerstraße 40 (Lage) | O   | Etagenhaus                                                                                      | | 1888                                                     | Fischer, J. L.                                                                             |              | |
| 29119        | Seilerstraße 40a (Lage) | O   | Hofbebauung                                                                                     | | 19. Jh. spätes                                           |                                                                                            | 29967        | BW |
| 12182        | Seilerstraße 41, 43 (Lage) | O   | Schulgebäude (Volksschule)                                                                      | Volksschule Seilerstraße | 1887–88                                                  | Zimmermann, Carl Johann Christian; Nagel                                                   | 29967        | weitere Bilder |
| 39192        | Seilerstraße 42, Simon-von-Utrecht-Straße 83, neben Nr. 83 (Lage) | E   | Schulanlage                                                                                     | Schulgebäude Seilerstraße 42, Turnhalle und Direktorenwohnhaus Simon-von-Utrecht-Straße 83                                                                                | 1884–85                                                  | Hallier & Fitschen (Hallier, Eduard / Fitschen, Hinrich)                                   | 39192        | BW |
| 12183        | Seilerstraße 42 (Lage) | O   | Schule (Realschule)                                                                             | Realschule Seilerstraße (Schulmuseum) | 1884–85                                                  | Hallier & Fitschen (Hallier, Eduard/Fitschen, Hinrich)                                     | 29967, 39192 | weitere Bilder |
| 12184        | Seilerstraße 44, 44a (Lage) | O   | Etagenhaus                                                                                      | | 1888                                                     | Schmidt, Heinrich                                                                          | 29967        | |
| 19029        | Seilerstraße 44b (Lage) | O   | Hofbebauung                                                                                     | | 19. Jh. spätes                                           |                                                                                            | 29967        | BW |
| 12185        | Seilerstraße 45 (Lage) | O   | Etagenhaus                                                                                      | | 1887–88                                                  |                                                                                            | 29967        | |
| 12186        | Seilerstraße 46, 48, 50 (Lage) | O   | Wohngeschäftshaus                                                                               | | 1888                                                     | Grimm, John (Entwurf); Lüthje, J. W. (Ausführung)                                          | 29967        | |
| 12187        | Seilerstraße 47 (Lage) | O   | Etagenhaus (Vorderhaus)                                                                         | | 1887–88                                                  |                                                                                            | 29967        | |
| 12188        | Seilerstraße 49 (Lage) | O   | Etagenhaus                                                                                      | | 1887–88                                                  |                                                                                            | 29967        | |
| 12381        | Seilerstraße 51 (Lage) | O   | Wohngeschäftshaus                                                                               | | 1887                                                     | Westphal, Julius                                                                           | 29967        | |
| 12382        | Seilerstraße 54 (Lage) | O   | Wohngeschäftshaus                                                                               | | 1887–88; 1947 (Wiederaufbau)                             | Findeisen, H.; Lindner, Georg                                                              | 29967        | |
| 19032        | Seilerstraße 47 HAUS 1, 47 HAUS 2, 47 HAUS 3, 47 HAUS 4 (Lage) | O   | Hofbebauung                                                                                     | | 19. Jh. spätes                                           |                                                                                            | 29967        | BW |
| 31247        | Silbersackstraße 15, 17, 23, 25 (Lage) | E   |                                                                                                 | Silbersackstraße 15-25 |                                                          |                                                                                            | 31247        | |
| 28688        | Silbersackstraße 15, 17 (Lage) | O   | Etagenwohnhaus                                                                                  | | 1900 um                                                  |                                                                                            | 31247        | |
| 28689        | Silbersackstraße 23, 25 (Lage) | O   | Etagenwohnhaus                                                                                  | | 1900 um                                                  |                                                                                            | 31247        | |
| 29969        | Silbersacktwiete 6, Trommelstraße 2 (Lage) | E   |                                                                                                 | Silbersacktwiete 6 / Trommelstraße 2 |                                                          |                                                                                            | 29969        | BW |
| 12385        | Silbersacktwiete 6 (Lage) | O   | Etagenhaus                                                                                      | | 1890                                                     | Plöhn, H. J.                                                                               | 29969        | |
| 12386 (974)  | Simon-von-Utrecht-Straße 4a (Lage) | O   | Krankenhaus                                                                                     | Israelitisches Krankenhaus, ehem. | 1841–43                                                  | Klees-Wülbern, Johann Hinrich                                                              |              | |
| 12387        | Simon-von-Utrecht-Straße 17, 18, 19 (Lage) | O   | Etagenhaus                                                                                      | | 1877                                                     | Hart, Joh. Emil                                                                            | 29967        | |
| 12388        | Simon-von-Utrecht-Straße 20, 21 (Lage) | O   | Stiftsgebäude                                                                                   | Beyling-Stift | 1903                                                     | Vicenz, Ernst                                                                              | 29967        | |
| 12389        | Simon-von-Utrecht-Straße 23 (Lage) | O   | Wohngeschäftshaus                                                                               | | 1896–97                                                  | Mandix, Heinrich                                                                           | 29967        | |
| 12390        | Simon-von-Utrecht-Straße 24, 25 (Lage) | O   | Wohngeschäftshaus                                                                               | | 1900                                                     | Schmidt, Heinrich                                                                          | 29967        | |
| 12391        | Simon-von-Utrecht-Straße 67, 69 (Lage) | O   | Wohngeschäftshaus                                                                               | | 1888                                                     | Elvers, Carl                                                                               | 29967        | |
| 12392        | Simon-von-Utrecht-Straße 80, 81 (Lage) | O   | Etagenhaus                                                                                      | | 1888                                                     | Westphal, Julius                                                                           | 29967        | |
| 12393        | Simon-von-Utrecht-Straße 83 (Lage) | O   | Wohnhaus                                                                                        | | 1884–85                                                  | Hallier & Fitschen (Hallier, Eduard/Fitschen, Hinrich)                                     | 29967, 39192 | |
| 39191        | Simon-von-Utrecht-Straße neben Nr. 83 (Lage) | O   | Turnhalle                                                                                       | | 1884–85                                                  | Hallier & Fitschen (Hallier, Eduard / Fitschen, Hinrich)                                   | 29967, 39192 | |
| 12394        | Simon-von-Utrecht-Straße 85 (Lage) | O   | Wohngeschäftshaus                                                                               | | 1888                                                     |                                                                                            | 29967        | |
| 12395        | Simon-von-Utrecht-Straße 86, 87 (Lage) | O   | Wohngeschäftshaus                                                                               | | 1880–1890, ca.                                           |                                                                                            | 29967        | |
| 12396        | Simon-von-Utrecht-Straße 89 (Lage) | O   | Wohngeschäftshaus                                                                               | | 1888                                                     |                                                                                            | 29967        | |
| 28140 (1708) | Spielbudenplatz 19 (Lage) | O   | Kinosaal                                                                                        | Prinzenbar | 1906                                                     | Zoder, Gustav                                                                              |              | BW |
| 12398 (1195) | Spielbudenplatz 26 (Lage) | O   | Fassade                                                                                         | | 1886                                                     | Jacobssen, Richard                                                                         |              | |
| 13537 (512)  | Spielbudenplatz 29, 30 (Lage) | O   | Theater                                                                                         | St. Pauli Theater | 1840–41                                                  |                                                                                            | 30069        | weitere Bilder |
| 13538        | Spielbudenplatz 31 (Lage) | O   | Polizeiwache                                                                                    | Davidwache | 1913–14                                                  | Schumacher, Fritz                                                                          |              | weitere Bilder |
| 29316 (1336) | St. Pauli Fischmarkt 28, 30, 32 (Lage) | O   | Kasematten                                                                                      | St. Pauli Fischmarkt 28, 30, 32, Kasematten mit Vorplatz, Treppen und Grünbereich                                                                                         | 1893/94                                                  |                                                                                            |              | |
| 29072        | St. Pauli Hafenstraße 106, 108 (Lage) | O   | Etagenhaus                                                                                      | | 1862                                                     | nicht ermittelbar                                                                          | 30081        | |
| 13539        | St. Pauli Hafenstraße 110 (Lage) | O   | Etagenhaus                                                                                      | | 1862                                                     | Spannuth, H. (vermutl.)                                                                    | 30081        | |
| 13540        | St. Pauli Hafenstraße 112, 114 (Lage) | O   | Etagenhaus                                                                                      | | 1860, 1869                                               | Korff, C. C. F.                                                                            | 30081        | |
| 13541        | St. Pauli Hafenstraße 116 (Lage) | O   | Etagenhaus                                                                                      | | 1850–60, ca.                                             | Ohnsorg, Hermann                                                                           | 30081        | |
| 13542        | St. Pauli Hafenstraße 140 (Lage) | O   | Wohngeschäftshaus                                                                               | | 1870–80, ca.                                             |                                                                                            |              | |
| 13543 (39)   | St. Petersburger Straße nordwestlich von Nr. 1 (Lage) | O   | Kapelle, Begräbniskapelle                                                                       | St. Petri-Begräbniskapelle | 1800, ca.; 1925 (südl. Halle)                            | Arens, Johann August                                                                       |              | |
| 29202 (118)  | St. Petersburger Straße südöstlich von Nr. 28 (Lage) | O   | Denkmal                                                                                         | Gedenkstein für die 1813 nach Altona vertriebenen und dort umgekommenen Hamburger                                                                                         | 1815                                                     | Wimmel, Carl Ludwig (Entwurf)                                                              | 39104        | |
| 13544 (1432) | Sternstraße 2 (Lage) | O   | Stallgebäude (Hunde- und Kälberstall)                                                           | Schlachthof, Rinderschlachthalle, südl. Teil | 1897, um                                                 |                                                                                            | 30074        | |
| 13555        | Sternstraße 66, 68 (Lage) | O   | Stallgebäude (Kälber- und Hammelstall)                                                          | | 1888–1892                                                | Hochbauwesen                                                                               |              | |
| 30085        | Talstraße 11, 13, 15, 17, 19, 21, 25, 29 (Lage) | E   |                                                                                                 | Talstraße 11-21, 25, 29 |                                                          |                                                                                            | 30085        | BW |
| 13461        | Talstraße 11, 13, 15 (Lage) | O   | Gaststätte/Herberge                                                                             | Herberge zur Fremde | 1889–90                                                  | Stammann & Zinnow (Stammann, Hugo/Zinnow, Gustav)                                          | 30085        | |
| 13462        | Talstraße 17, 19, 21 (Lage) | O   | Etagenhaus                                                                                      | | 1911–12                                                  | Jahnke, Hermann J.                                                                         | 30085        | BW |
| 13463        | Talstraße 25 (Lage) | O   | Etagenhaus                                                                                      | | 1910–1911                                                | Jahnke, Hermann J.                                                                         | 30085        | |
| 13464        | Talstraße 29 (Lage) | O   | Etagenhaus                                                                                      | | 1910–1911                                                | Jahnke, Hermann J.                                                                         | 30085        | |
| 28698 (1792) | Talstraße 47 (Lage) | O   | Wohnhaus                                                                                        | | 1862                                                     |                                                                                            |              | |
| 13465        | Thadenstraße 4 (Lage) | O   | Wohngeschäftshaus                                                                               | | 1875                                                     | Hartick, Julius                                                                            |              | |
| 13466        | Thadenstraße 6 (Lage) | O   | Wohnhaus                                                                                        | | 19. Jh., 2. Hälfte                                       |                                                                                            |              | |
| 30086        | Thadenstraße 49, 51, 53, 53a (Lage) | E   |                                                                                                 | Thadenstraße 49-53a |                                                          |                                                                                            | 30086        | BW |
| 13467        | Thadenstraße 49 (Lage) | O   | Wohngeschäftshaus                                                                               | | 1880, um                                                 |                                                                                            | 30086        | |
| 13468        | Thadenstraße 51, 53, 53a (Lage) | O   | Wohngeschäftshaus                                                                               | | 1880, um                                                 |                                                                                            | 30086        | |
| 13469        | Trommelstraße 2 (Lage) | O   | Wohngeschäftshaus                                                                               | | 1887                                                     | Plöhn, H. J.                                                                               | 29969        | |
| 14314 (1702) | Tschaikowskyplatz 1 (Lage) | O   | Kirchengebäude                                                                                  | Gnadenkirche | 1906–07                                                  | Lorenzen, Fernando                                                                         |              | weitere Bilder |
| 13470 (1539) | Turnerstraße 10, 14, 16 (Lage) | O   | Doppelhaus                                                                                      | 2013 abgerissen | 1870, ca.                                                |                                                                                            |              | |
| 13472 (1899) | Vorwerkstraße 21 (Lage) | O   | Stift                                                                                           | Vorwerkstift | 1866                                                     | Hastedt, Hermann Dietrich                                                                  |              | weitere Bilder |
| 13474        | Wohlwillstraße 2 (Lage) | O   | Etagenhaus                                                                                      | | 1868, ca.                                                | nicht ermittelbar                                                                          | 29996        | |
| 13475        | Wohlwillstraße 4 (Lage) | O   | Etagenhaus                                                                                      | | 1868, ca.                                                |                                                                                            | 29996        | |
| 13476        | Wohlwillstraße 6, 8 (Lage) | O   | Etagenhaus                                                                                      | | 1868, ca.                                                |                                                                                            | 29996        | |
| 13477        | Wohlwillstraße 7 (Lage) | O   | Etagenhaus (Vorderhaus, Wohnterrasse)                                                           | | 1873                                                     | Tiedemann, J. H. L.                                                                        | 29996        | |
| 13479        | Wohlwillstraße 10, 12 (Lage) | O   | Etagenhaus (Vorderhaus, Wohnterrasse)                                                           | Conle-Terrasse | 1867–1868                                                | nicht ermittelbar                                                                          | 29996        | BW |
| 13480        | Wohlwillstraße 11 (Lage) | O   | Etagenhaus (Vorderhaus, Wohnterrasse)                                                           | | 1874                                                     | Tiedemann, J. H. L.                                                                        | 29996        | |
| 13481 (915)  | Wohlwillstraße 13 (Lage) | O   | Wohngebäude (Vorderhaus, Wohnterrasse)                                                          | | 1874                                                     | Tiedemann, J. H. L.                                                                        | 29996        | |
| 13484        | Wohlwillstraße 16, 18 (Lage) | O   | Etagenhaus (Vorderhaus, Wohnterrasse)                                                           | Conle-Terrasse | 1867–1868                                                | nicht ermittelbar                                                                          | 29996        | |
| 13485 (915)  | Wohlwillstraße 17 (Lage) | O   | Etagenhaus (Vorderhaus, Wohnterrasse)                                                           | Schiffszimmererterrasse | 1874                                                     | Tiedemann, J. H. L.                                                                        | 29996        | |
| 13486        | Wohlwillstraße 19 (Lage) | O   | Etagenhaus (Vorderhaus, Wohnterrasse)                                                           | | 1874                                                     | Tiedemann, J. H. L.                                                                        | 29996        | |
| 13487        | Wohlwillstraße 20 (Lage) | O   | Wohngebäude (Vorderhaus, Wohnterrasse); Wohngebäude (Hinterhaus, Wohnterrasse)                  | Jägerpassage | 1866                                                     | Timmermann, Christian/Schrader, Gustav                                                     | 29996        | |
| 13488        | Wohlwillstraße 23 (Lage) | O   | Etagenhausfassade                                                                               | | 1874                                                     | Tiedemann, J. H. L.                                                                        | 29996        | |
| 13489        | Wohlwillstraße 24 (Lage) | O   | Etagenhaus (Vorderhaus, Wohnterrasse)                                                           | Jägerpassage | 1866                                                     | Timmermann, Christian/Schrader, Gustav                                                     | 29996        | |
| 13490        | Wohlwillstraße 25 (Lage) | O   | Etagenhaus                                                                                      | | 1897                                                     | Engel, Semmy                                                                               | 29996        | |
| 13491        | Wohlwillstraße 27 (Lage) | O   | Etagenhaus                                                                                      | | 1897                                                     | Engel, Semmy                                                                               | 29996        | |
| 14760        | Wohlwillstraße 28 (Lage) | O   | Etagenhaus (Vorderhaus, Wohnterrasse)                                                           | Jägerpassage | 1866                                                     | Timmermann, Christian/Schrader, Gustav                                                     | 29996        | |
| 13492        | Wohlwillstraße 29 (Lage) | O   | Etagenhaus                                                                                      | | 1897                                                     | Reinhardt, C.                                                                              | 29996        | BW |
| 13493 (915)  | Wohlwillstraße 31 (Lage) | O   | Etagenhaus                                                                                      | | 1897                                                     | Mehr, Franz                                                                                | 29996        | |
| 13482        | Wohlwillstraße 14 HAUS 1, 14 HAUS 3, 14 HAUS 5 (Lage) | O   | Wohngebäude (Hinterhaus, Wohnterrasse)                                                          | Conle-Terrasse | 1867–1868                                                | nicht ermittelbar                                                                          | 29996        | BW |
| 14846        | Wohlwillstraße 14 HAUS 2, 14 HAUS 4 | O   | Wohngebäude (Hinterhaus, Wohnterrasse)                                                          | Conle-Terrasse | 1867–1868                                                | nicht ermittelbar                                                                          | 29996        | |
| 13483 (915)  | Wohlwillstraße 15 HAUS 1, 15 HAUS 2, 15 HAUS 3 (Lage) | O   | Wohngebäude (Hinterhaus, Wohnterrasse)                                                          | Schiffszimmererterrasse | 1874                                                     | Tiedemann, J. H. L.                                                                        | 29996        | BW |
| 14814 (915)  | Wohlwillstraße 15 HAUS 4, 15 HAUS 5, 15 HAUS 6 (Lage) | O   | Wohngebäude (Hinterhaus, Wohnterrasse)                                                          | Schiffszimmererterrasse | 1874                                                     | Tiedemann, J. H. L.                                                                        | 29996        | BW |
| 14759        | Wohlwillstraße 26 HAUS 5, 26 HAUS 6, 26 HAUS 7 (Lage) | O   | Wohngebäude (Hinterhaus, Wohnterrasse)                                                          | Jägerpassage | 1866                                                     | Timmermann, Christian/Schrader, Gustav                                                     | 29996        | |
| 13478        | Wohlwillstraße 9 HAUS 1, 9 HAUS 2 (Lage) | O   | Wohngebäude (Hinterhaus, Wohnterrasse)                                                          | | 1874                                                     | Tiedemann, J. H. L.                                                                        | 29996        | BW |
| 14813        | Wohlwillstraße 9 HAUS 4, 9 HAUS 5, 9 HAUS 6 (Lage) | O   | Wohngebäude (Hinterhaus, Wohnterrasse)                                                          | | 1874                                                     | Tiedemann, J. H. L.                                                                        | 29996        | BW |
| 13503        | Wohlwillstraße nördlich von Nr. 55 (Lage) | O   | Grenzstein                                                                                      | | 1904                                                     |                                                                                            |              | |
| 13495        | Zirkusweg 10 (Lage) | O   | Wohnhaus                                                                                        | | 1949–51                                                  | Baumann, Walter                                                                            | 30067        | |
| 29317        | Zirkusweg 11 (Lage) | O   | Krankenhaus (Krankenhausgebäude; Grünanlage)                                                    | Hafenkrankenhaus, Krankenhausanlage mit dem ältesten Bau parallel zur Seewartenstraße, vorgelagerter Grünfläche und Einfriedigung, rückwärtiger Erweiterung sowie Denkmal | 1898–1900; 20. Jh., Anfang (Erw.)                        |                                                                                            |              | |
| 13496        | Zirkusweg 12 (Lage) | O   | Wohnhaus                                                                                        | | 1949–51                                                  | Baumann, Walter                                                                            | 30067        | |